# 淺水原之戰
浅水原之战，发生于唐武德元年（618年）六月至十一月，秦王李世民率军在浅水原地区对陇西割据势力薛举薛仁果父子所部的作战，在义宁元年针对西秦的扶风之战后，以此役一举击败薛仁果，夺取陇西／陇右，此役李世民采用后发制人，疲敌制胜，坚壁不出，穷追猛打的策略，反败为胜，消灭了陇西的一大割据政权。这一次战役是李唐政权在隋末夺取天下的关键战争，借此一举收复陇上，巩固了李唐在关中的基础。

## 战前背景
义宁元年十二月扶风之战结束，李唐政权和西秦之间开始了长达近半年的相对和平时期。而李渊在战胜薛举后把目光转向了东都洛阳，西秦则是暂时休养生息，恢复由扶风之战带来的损伤，等待新的时机。

## 第一次战役
自义宁元年十二月的扶风之战后，西秦为了休养生息而暂时性的停止了向东行进。而李渊则把目光看向洛阳。

### 战役引发
义宁二年正月，在李密打败王世充后，东都的情势明显开始倾斜，王世充等勤王军不敢阻拦，李密即将占领东都洛阳。而这时候各个势力则开始考虑依附于李密，窦建德等群雄都劝进他，但是李密则是以还没有平定洛阳为由拒绝。
早在大业十三年，李渊已经开始放眼洛阳，他希望坐看李密和隋朝旧军在东都对峙，然后成为鹬蚌背后的渔夫，这样一来他就有更多的精力放在关中。而相比于已经被打败的西秦，当时被温大雅形容局势“有若倒悬”的东都显然有更为重要的地位。所以李渊为了自身战略着想，不得不暂时放弃西秦，于义宁二年三月派李建成为抚宁大将军、东讨元帅，李世民为副帅，率领十万大军救援东都。然而在大军抵达洛阳后的战况却演变的非常胶着，在芒华苑和李密互相对峙，两军仅有小型的战争而不分胜负，直到最后唐军也只有大将刘弘基破了璎珞门而无寸进。
驻扎在芒华苑的李建成和李世民在三月时还在和李密对峙，互相没有进犯，因此唐军开始了新一波的部署。此前由于洛阳封锁城门，杜绝和城外的联络，导致很多人志气衰弱。同时洛阳还紧缺粮食，甚至逼得元文都封那些不消耗公粮的守城者为二品散官。这一系列的变动导致洛阳城内的官宦“多欲为内应者”，比如朝议郎段世弘就是其中一位，想要密谋和“西师”也就是李建成所部，一同夺取东都。但是就在这样趋势看起来朝向李唐大军倾斜的时候，李世民以关中根本未固的理由反而拒绝了那些内应的请求。因此在这个时候李密虽然威胁日重，但是在武德元年四月，李渊还是决定把李建成、李世民率领的十万大军自东都调离到西线。而根据温大雅的叙说，李建成和李世民回军的原因是由于到了农月，因此把十万大军又调回长安。
在回军前李世民则已经预料到他们回军肯定会有人追击，于是在三王陵设下了伏兵。果不其然，敌军大将段达、张志率领上万大军追击，反而中伏，被李世民手下大将刘弘基所败一路向北败退到城下，被斩首四千余人。李世民率军一路追击后乘胜拿下新安和宜阳，在留下史万宝、盛彦师镇守宜阳，吕绍宗、任瑰镇守新安后才西进。
在经过扶风之战后，西秦和李渊之间有了短暂的平和，但是随着李渊将重心转移到东线，薛举也是开始有所动作。他在扶风失败后没有再打算单独进击，他转向北方，听从卫尉卿郝瑗的建议准备和突厥联盟，和突厥颉利可汗约定一起谋夺京师。薛举不但和突厥进行了联盟，他也开始把进攻的方向从扶风一带转向北部，打算从另一方向攻打李唐政权。因此薛举派出手下大将宗罗睺攻陷了平凉郡（原州），在地理上与突厥相连。而自平凉郡再北上经过灵武郡就可以到达五原郡，那里是颉利的牙帐所在，因此薛举和突厥有着非常明显的联合意图，而李渊也因此有所担心并开始布局。
而在薛举开始和突厥接触后，李渊看出局势开始慢慢对他不利，因此他也针对西秦开始了一番布局。早在义宁元年，灵武郡在李渊入长安晋封唐王时便派遣使者请降，但是那时候李渊并没有急于答应。二年三月，窦抗在听闻李渊平定关中后就准备帅自己包括灵武郡在内的数郡正式投靠李渊。李渊便在考虑到灵武郡正好在五原郡和平凉郡的中间，在地理上上起到了阻断西秦和突厥联络的作用的基础上，接纳了窦抗的归降。另一方面，由于薛举和突厥联盟，李渊不得不再次着眼于西秦。他派遣光禄卿宇文歆出使突厥，意图破坏其盟友关系。而宇文歆也不负使命，成功利用金帛劝说突厥和薛举断交。这样一来李渊就可以暂时关注西秦的动作而无需担心来自突厥的威胁。在化解突厥和西秦联盟的同时，宇文歆继续游说颉利，最终成功劝说他派遣五原太守张长逊入朝，使得五原郡被纳入李唐控制。张长逊入朝后，薛举、梁师都再次问突厥请兵，张长逊便帮助李唐示颉利他们的谋略从而进一步坚定了颉利拒绝与西秦、梁师都联盟。

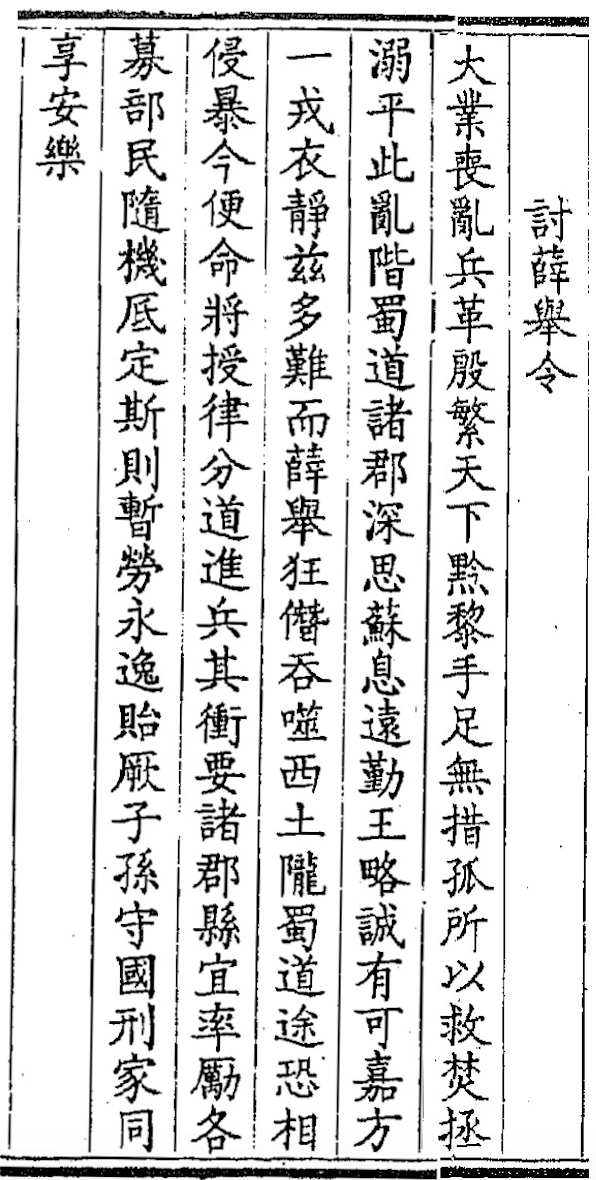
《四库全书·钦定全唐文》记载的诏令原文

### 战役准备
义宁二年四月底，李建成、李世民回到了长安，李渊便正式颁布讨伐西秦的诏令：

至此李渊开始把李唐政权大部分的精力投入到与西秦的决战，以图一统中国西北地区。

### 初步交战
义宁二年五月，李渊正式称帝，并将郡改为州。武德元年五月至六月期间，丰州总管张长逊主动从五原郡向镇守平凉郡的宗罗睺进攻。在这次战斗中，颉利的军队和张长逊合兵一处，会合在李世民所部，象征了颉利对打击西秦的支持。张长逊这一举动使得李唐政权正式开始和西秦进行军事碰撞。

### 全面开战
因为张长逊的进攻，所以薛举很快就率领援军增援宗罗睺。紧接着在六月癸未，薛举入寇泾州，后来又攻入宁州，最后屯兵在宁州南部的折墌城附近，（旧唐书载高墌城指同一地方），兵卒则最远游荡到豳州、岐州。而这两个州距离长安均只有三百里，李渊这样一来不得不和薛举正面交战了。
六月初，李渊便针对薛举的入寇，派遣李世民为西讨元帅，率领手下八位总管所部征讨西秦。这一次以李世民为元帅的大军，以纳言刘文静为行军长史，吏部侍郎殷开山为行军司马，而手下的八总管根据史料记载包括刘弘基、慕容宗睺和李安远，其中李安远以右武卫大将军随李世民征讨；刘弘基在战前就是右骁卫大将军，并领行军左一总管跟随李世民征讨。

#### 泾州第一次防御战
一开始在五月驰援手下宗罗睺后，薛举紧接着在六月派薛仁果开始进攻泾州。而李唐早已开始相对应的布局，安定道总管刘世让率领二万士卒在泾州城附近抗击薛举。却不想和自己的弟弟刘宝一起被薛举所俘。于是在抵达泾州城后薛举劝说刘世让去以西秦大军已经抵达长安为由劝降泾州，但是刘世让忠坚不屈，假意同意薛举，反在城下喊出“贼兵多少，极于此矣。宜善自固，以图安全。”以坚定泾州城守军士气。薛举反而因为他的节气没有加害于他，而刘世让也是尽快把弟弟偷送回了唐军，使得唐军得知西秦军队的虚实。当时骠骑将军刘感负责备御泾州城，在刘世让的帮助下得以守住泾州城，一直坚持到薛举大军粮草耗尽不得不撤军。至此西秦军对泾州第一次包围暂告段落，主力转而和李世民主力对峙。

### 决战

#### 对峙
在泾州被围后，李世民也带着八总管所部挂印出征。薛举放弃泾州后李世民也正好抵达，双方便在宁州南部的高墌城相遇。李世民这个时候推测薛举由于粮少肯定想要速战速决，所以下令全军深沟坚壁，不主动出击。因此双方军队之间出现了非常短暂的一段对峙时间，互相没有攻伐。
但是就在七月，双方开始对峙后不久，李世民因为疟疾病倒，于是他只能把军务委托给长史刘文静及司马殷开山。而后李世民告诫他们说薛举大军来袭，粮草不够而且士卒劳累，因此薛举极想要和唐军决战，所以不要轻易出战，等西秦军粮草耗尽自然有机可图，等他病好了就可以一举破之。他本来计划通过薛举军队的后勤缺陷达到不战而胜的成果，同时也想要唐军依靠高墙深寨来避免不必要的伤亡，等西秦军队更为疲软之后便可以轻松取胜。而由于自身病倒，不得不先交代刘文静等先坚守高墌城，等他病愈后再继续下一步行动。
在之后薛举如同李世民预料的一般多次挑战，而刘文静和殷开山却并未遵守李世民的指示，而是在七月决定出兵“争利”。自一开始殷开山便对刚接任的刘文静说，由于李世民生病，担心刘文静能力不足才如此告诫，我们应该寻机主动攻打薛举，不把强敌留给秦王。可能刘文静并没有采纳这一建议，殷开山就再次提议，用“恐贼轻我”为由想要说服刘文静出兵宣扬武力，比起之前的建议更加委婉稳妥，单纯想要震慑可能轻视唐军的西秦军。在最后刘文静同意了殷开山出兵耀武的建议，计划在殷开山提议的基础上先占据有利地势，并在同时震慑薛举。根据旧唐书记载，刘文静除了同意用殷开山“观兵耀武”的提议，还添加了争利的谋略。参见《太平御览》描述“先知迂直之计者胜，此军争之法也”，这句话的出处来自于《孙子兵法》军争篇所说“军争之难者，以迂为直，以患为利，故迂其途，而诱之以利”，而根据王皙对军争的注释，两军要争利，得利者就赢了。再根据李筌对军争的注释，可以得知刘文静认为敌方如果看到先得利的己方肯定会“患之”，从而达到威慑西秦军的目的。因此他是如同杜佑所说的就是出于占据更有利态势的考虑才同意了殷开山的提议。

#### 浅水原战败
就在出兵后，李世民得知了这个消息后认为他们必败无疑并发信想要让阻止唐军出兵，可是为时已晚-唐军还未收到李世民手信就已经被薛举偷袭成功。一开始唐军原本是抱着去耀武的目的出兵，仗着自己人多而没有多加防备，这样一来就使得薛举有机可趁。在唐军抵达浅水原的时候，薛举率领西秦军主力绕道唐军南面并展开背袭。
就这样在七月初九，唐军毫无防备的情况下，八位总管所部都被一举打败，损伤惨重。只有刘弘基所率唐军坚持到箭矢都被用完才溃败，刘弘基本人最后被薛举俘虏。由于当时的西秦军队以骑兵为主，唐军为步兵为主，所以在唐军被偷袭战败后，西秦军队针对唐军拥有极大的优势，所以很多唐军都因此被杀或者俘虏。而薛举及其子薛仁果对待俘虏非常残忍，所以在浅水原的第一次战役中，唐军光是死亡就占全军过半，没有俘虏得以存活，而刘弘基、慕容宗睺和李安远三位行军总管也一并被俘。因此李世民不得不率领剩下的士卒回师长安。
在残军回到长安后，作为实施导致战败的决策的刘文静和殷开山，都被罚以“除名”，而提出这项意见的殷开山还被加了一句“减死”，相对比刘文静所受处罚更重。但是身为元帅的李世民并没有受到任何处罚，并在第二次浅水原战役中继续担任元帅，一雪前耻。参与这一次战役并坚持到最后的刘弘基被李渊以“临难不屈“的理由赏赐了很多粮食及布帛，但是不可避免的因为败军之罪被除名。

### 薛举进击长安
在浅水原一举打败唐军主力后，薛举彻底占领高墌城，并用唐军的尸骨做成京观。紧接着在八月薛举就派他儿子薛仁果去围困宁州，却被宁州刺史胡演击退。于是郝瑗向薛举进言说这一次打败唐军并俘获了很多高级将领，可以趁着关中不稳进击长安。薛举同意并开始准备进攻长安的计划。

#### 李渊对策
战败的李渊在知道薛举的动向后决定联合凉州的势力李轨来阻止薛举进攻长安。李渊当时对于李轨的言辞也是十分亲切，称李轨为“从弟”，而李轨也“大悦”，让自己的弟弟李懋入朝并献土特产。李渊便授予李懋大将军一官，并派遣鸿胪少卿张俟德去册拜李轨为凉王、凉州总管。但是在曹珍的劝说下，李轨并没有选择受封凉王及凉州总管，不过保留了身为李渊“从弟”的身份。这样一来，双方虽然在一开始勉强达成了共同抵抗薛举的共识，形成了在外力（西秦）影响下短暂的联盟，但是也为后来李轨的覆灭埋下了伏笔。

### 薛仁果继位
在八月初九，还未开始正式攻向长安时，薛举就因为生病不得不中止攻略。在生病之初薛举就召集了一位巫医占其生病原因，巫医得出结论是因为在第一次战役中薛举所虐杀的唐军魂魄在“作祟”，而薛举在听到这个原因并“恶之”后很快就病死于泾州，而薛仁果也因此登基成为西秦新的领袖。但是由于薛举的死亡，军事行动也不得不暂时停止，直至第二次浅水原战役的爆发，薛举生前对薛仁果会葬送西秦社稷的预言即将成为现实。

## 第二次战役
武德元年八月，西秦新帝薛仁果驻扎于折墌城（位于泾川东北，泾州东北十四里处）。李渊在长安确保安全后，一方面向盘踞凉州的李轨修好，另一方面再度任命李世民为西讨元帅西征薛仁果，想要消灭临近关中的强大敌人。

### 对峙
李世民挂帅出征后抵达高墌城附近，和西秦军相抗并开始了和西秦军短期的对峙。而期间薛仁果和手下大将宗罗睺多次主动向唐军挑战，在许多将领主动要求出战的情况下李世民告知他们不要主动应战，并说待西秦军士气疲软以后再出击才是万全之策。而后为了不重蹈覆辙，更是下令说如果有任何还要说应战的，斩。就这样在两方的主战场形势还是互相对峙，在持续两个月的对峙后，西秦军开始严重缺粮，这一情况使得在后来的决战中为唐军提供了更多的优势，也为最后的败亡埋下了伏笔。

#### 西秦将领叛变
薛举死后，虽然薛仁果接掌了他的权力，但是由于他自身苛虐寡恩，手段残暴不堪，至他上位后和手下诸将的矛盾越来越大，其刻薄的性格造成许多将领非常不满。西秦的谋主，帮助薛举打败唐军的郝瑗早在薛举死亡的时候就由于伤心过度，因病不起，这更加导致了西秦政权内部人心涣散，军心不稳。因此，使得在和唐军作战的期间，有多名高级将领反叛并依附李唐。
| 名字   | 叛变时官职 | 影响                           |
| ------ | ---------- | ------------------------------ |
| 钟俱仇 | 尚书左仆射 | 河州纳入李唐统治               |
| 翟长孙 | 内史令     | 降低西秦军心、削弱西秦军队力量 |
| 牟君才 | 不明       | 降低西秦军心、削弱西秦军队力量 |
| 梁胡郎 | 不明       | 降低西秦军心、削弱西秦军队力量 |

上表列出了所有在这一次战役决战开始前西秦方面投靠李唐的高级官员。

#### 泾州第二次防御战
在武德元年六月，薛举已经入侵过泾州，但是由于其劝降和强攻均未成功，是故九月时，刘感还在坚守。但是，他的处境也岌岌可危-先是粮食紧缺，刘感不得不把自己的马烧了分给将士，自己则最多也只能吃马骨汤泡木屑；而后城池也多次险些陷落。这时候李世民便针对泾州的情况做出了一系列部署，首先是于九月十二日派出窦轨主动出击，吸引西秦主力的注意，同时又以宇文歆攻打高墌城继续分散西秦注意力。而长平王李叔良则作为援军，与新降的翟长孙一同率军增援泾州。薛仁果也为保存自身实力，以粮尽为由（也是事实）向南撤退。
但是薛仁果并没有就此收手，他在强攻不成后决定改变策略，换了一种更加阴险的策略-诈降。他在撤军后偷偷派了高墌本地人去骗镇守泾州的李叔良和刘感去“接纳”想要“反叛”的城池，而李叔良没有识破薛仁果的计谋，并派出了刘感率军前去。另一边，刘感并没有轻易相信高墌一方的话，他在到达后没有立刻依照城里的指示翻墙而入，他先命令拿火烧城门，却被城上的人用水浇灭，此时确定了这是一个圈套的他快速做出反应-自己率领精兵先挡住伏兵，为步兵破围回防泾州城争取时间。然而为时已晚，城中“举三烽”后，薛仁果根据信号率军冲击刘感所部。这时候刘感所部都还在百里细川，不得不和薛仁果军展开大战，最后刘感本人被薛仁果所俘。不过在刘感的掩护下，唐军依旧有部分逃回了泾州城，随时准备应对薛仁果的围攻。薛仁果紧接着逼迫刘感劝降泾州，然而刘感一如三个月前的刘世让，假装答应劝降时不惜喊出了他最后的遗言：“逆贼饥馁，亡在朝夕，秦王帅数十万众，四面具集，城中勿优，勉之！！！”。不过薛仁果选择了和之前薛举对待刘世让相反的决定，他让人把刘感埋至膝盖位置并让手下骑兵向他射箭。而当时李叔良不得不固守城池，只能自保，不但让翟长孙接管了城防，还出钱赐给士卒用以激励士气，如此一来才勉强保全泾州没有被攻破。

#### 陇州战役
同一时间，在泾州西南的陇州，早自薛举开始，后至薛仁果都对其进行了一番攻势，但是由于部署的兵力不足，西秦军队数次攻击都没有成功。而在泾州的情势得以缓解之后，薛仁果对陇州的注意力相应的开始减弱，因此，陇州刺史常达在宜禄川对西秦军队进行了一次反击，斩首千余级。薛仁果在宜禄川之败后，针对常达再次使用了诈降计，派出手下将领仵士政率领手下数百士卒假装投降，而常达因为新胜缺乏警惕，大喜之下接受了这批军队从而导致他本人被俘，连带着他手下两千守军一同归于西秦一方。后来西秦军将领张贵为羞辱常达，问常达认不认得他，而常达睁目瞪他，用“汝逃死奴”强硬回复，刺激到张贵想要直接砍死常达反被常达拔刀反击，却由于薛仁果手下谋士赵弘安相救才免于血溅五步。

#### 争议
本来根据两唐书记载，常达镇守陇州被攻打是薛举在位时，但是其实是在薛仁果上位后才被围攻，时间地点在高祖实录上写的非常清楚。在唐一方由于暂时没有得知薛举之死，因此误以为是薛举所领的攻击。

### 浅水原大决战
自陇州陷于西秦后，西秦军并没有继续攻打李唐一方势力，而在李世民的命令下诸将也无法主动出击，僵持了近两个月。而这时候西秦内部问题越发严重，梁胡郎等将在军队缺粮越发严重的情况下直接率军投靠了李世民。李世民抓住了这个机会，判断出薛仁果所部的虚弱，遂说敌军气衰，“吾当取之”，随之展开了双方决定以后命运的决战的帷幕。

#### 诱敌
十月底，决战开始时，李世民先命令手下行军总管梁实率军前往浅水原扎营用以引诱多次求战西秦军队。根据严耕望先生的研究，浅水原是通往长安的要道，并且距离双方主力不远，适合诱敌以及参与战争。而宗罗睺所部这时候背靠泾水和唐军对峙，由于李世民树壁不出的策略，宗罗睺在数次挑战不成后非常气愤。梁实所部前往浅水原扎营的举动立刻引起他的注意並率领手下将士扑击浅水原，但是梁实已经扎营成功。虽然梁实当时扎营非常仓促，后勤并不完善，在被攻击的时候缺少水源，人、马都没有水喝。不过在营寨的依托下，顽强抗击的唐军依旧使得宗罗睺的军队无法快速取胜。而梁实坚守数日，消磨了西秦军队的士气，这次诱敌成功的为后来的大胜打下了良好的基础。

#### 决战
在经过梁实点消耗后，李世民觉得时机已经到了，决定在次日清晨出军。在决战正式开始前，李世民派出了右武侯大将军行军总管庞玉在浅水原南侧，也就是西秦军主力右翼吸引敌军注意，为唐军主力创造机会的同时援救正在坚守的梁实所部。庞玉率军在浅水原并没有如同梁实一般扎营，而是选择游击作战，被宗罗睺认为是一个可以轻松攻破的目标从而转向庞玉。这样一来庞玉便成功牵扯西秦主力变化阵型，而李世民则有机会率领主力到达西秦军背后展开突袭。在李世民行军的时候，庞玉依旧需要抵抗住西秦军的攻击。而根据李世民的指示“因高而阵”，他成功以步兵为主的唐军抵抗住了骑兵为主的西秦军，另一方面还可以俯视西秦军的阵势并隐藏自己的阵型从而为己军争取更多的优势。庞玉做为行军主管下辖估计万余人，于浅水原行军时充分发挥了他谨慎精明的性格，证明了他是去诱敌的不二人选。庞玉没有在同一地方坚守，而是缓慢的向后撤退佯装败退，在数次”败退“后，宗罗睺所部已经完全被牵引在庞玉所部后面。随着庞玉所部在西秦军的猛烈攻击下逐渐不支，李世民主力已经成功绕道西秦军队背后，此时庞玉圆满完成诱敌任务。
经过庞玉的诱敌，西秦军队成功被引诱至浅水原南部，李世民也到达浅水原北，唐军对西秦军队形成了南北夹击的局势。而宗罗睺在察觉到局势的变化后并没有继续攻打庞玉所部，反而开始让本部转向抵抗李世民所率领的主力。李世民抓住了西秦军阵型转变，无法有效防御的时刻，亲自率数十骑突入西秦军阵，和后续抵达的唐军里应外合，一举破开敌军阵型。这一巨变严重打击了西秦军队的士气，导致在不久以后西秦主力的大溃败，不但先是被唐军斩首数千余级，后来在泾水为逃命而溺亡的更是数不胜数。

#### 追击
西秦军主力溃败后，都向折墌城撤退，这时候窦轨向李世民谏言说薛仁果依旧坚守折墌城，虽然现在破了宗罗睺所部，但是不应轻进，需要先观察一番。而李世民则告诉他现在势如破竹，不能失去这个机会，因此亲率两十余骑追击薛仁果。而在战后李世民也和诸将解释了他的具体考虑：他认为一开始虽然西秦军大溃，但是更多的只是伤者而没有斩首很多；而如果不紧紧追赶，薛仁果就有可能收拢残兵，那样就不容易继续攻打；而且西秦军多是陇西人，一开始会向自己的老家跑，但是最后还是会归于折墌城，因此其中一段时间折墌城是空虚的。所以我军（唐军）可以追薛仁果并逼迫他在恐惧之下投降。另一方面李世民也提到宗罗睺是一名健将，要趁他回城固守前打下折墌城。

#### 薛仁果投降
在经过了溃败后，近十万西秦军队逃散各地，当薛仁果被李世民追着回到折墌城时身边只有精兵万余。虽说西秦总兵力数倍于李世民，但是由于刚刚溃败士气低落，没有任何将领组织军队抵抗唐军，因此当李世民率军度过泾水后，西秦军没有人敢迎战。而薛仁果反应过来后尝试整军反击，却不想有几位将领反而临阵投降，薛仁果因此更为恐慌，不得不逃回城内，依靠坚城想要抵挡住唐军。这个举动正中李世民的下怀，原本他只有两千骑兵，如果薛仁果弃城逃跑，可能还有可能逃走，而他却因为恐惧而退守城内。这样一来不但使得李世民可以从叛将那里得知守军虚实，还可以等待唐军主力赶来包围折墌城，薛仁果也因此彻底成为瓮中之鳖。被包围了的西秦将士越加混乱沮丧，甚至在半夜的时候有守城士卒争相跳城投降。李世民知道这个情况之后立刻停止了强行攻城，转而派人去劝降告诉守城将领个中利害，薛仁果所部没有任何对策之下不得不开城投降。就此以薛仁果率百官迎李世民象征李唐政权消灭陇右割据政权西秦并彻底占据陇右地区。

## 战后处理
在薛仁果投降后，李世民收拢了原本属于西秦的万余精兵，同时也得到了西秦治下的五万人口。
做为此次战役的统帅，李世民得到了极大的封赏。他不但被升为太尉、使持节，还兼领了陕东道行台尚书令、左武侯大将军、凉州总管，同时节度蒲州河北诸道以及东讨所有府兵。
刘文静：恢复爵位，并被任命为民部尚书（即户部尚书）兼领陕东道行台左仆射。
殷开山：恢复爵位。
刘世让（武德元年六月第一次泾州防御战被俘）：战后回归李唐，授为彭州刺史。
刘弘基（武德元年七月第一次浅水原之战被俘）：战后回归李唐，恢复爵位，复授右骁卫大将军。
刘感（武德元年九月百里细川战败被俘并被杀）：战后尸体被李渊买回，赠瀛州刺史，封平原郡公，谥忠壮。儿子继承他的官爵，被赐房宅、土地。
常达（武德元年九月陇州战役被俘）：战后回归李唐，复授陇州刺史，被赐三百段布帛。
段志玄：战后并平刘武周之功，被封为乐游府骠骑将军，晋武安郡公。
钱九陇：战后并平刘武周之功，被封为右武卫将军。
李孝常：战后因功晋义安王。
马三宝：战后因功被封左骁卫将军。
高则：战后因功被封朝散大夫，赐三百段布帛。
庞卿恽：战后因功被封为大将军。
李孟尝：战后因功被封为上柱国。
周护：战后因功被封为柱国。
张士贵：战后因功被赐八十口奴婢、千余段彩绢以及三千两金子。
权万春：战后因功被封上开府仪同大将军。
姜谟：战后因功升任秦州刺史。
还有参战了但是并没有过多封赏的文武官员，分别是：屈突通、窦诞、杜如晦、长孙无忌、于志宁、窦璡、乙速孤神庆、柴绍、窦轨、窦抗、樊兴、丘行恭、史大奈、许洛仁、宇文歆。
李渊在战胜后大悦，宴请诸臣，在酒会上总结说诸将帮助他成就了帝业，特意用了薛仁果为反面例子强调不可以为前鉴。
对于投降的西秦将士，李世民对其十分宽厚，他和宗罗睺、翟长孙等将还一同狩猎，他们也非常感动甘愿效死。但是李渊做为帝王，他清楚的看到了薛秦的威胁，所以对于西秦降将的态度和李世民完全不同，他认为薛举父子虐杀唐军士兵，旧将需要全部斩杀来祭奠冤魂。而这个时候已经归顺的李密向李渊建言说薛举就是因为虐杀无辜才亡的，陛下（李渊）为什么要怨恨呢；而且已经安服的那些将领不能不抚慰。李渊也从善如流，听取了李密的谏言，最后只是诛杀了薛仁果兄弟和主要将领，其余的都被赦免罪责。当然，针对那些侮辱了自己将领的敌将，李渊并没有放过他们。
最终，薛仁果在长安菜市被斩，其首级被供奉于太庙。

### 祭奠烈士
李世民为了哀悼浅水原之战中战死的士卒，在当地建造了一座昭仁寺，其碑铭生动形象的体现出了十万级战役的宏阔场景以及后人所没有亲见的惨烈情形。
其词曰：
三界云扰，六趣波扬。苦流方割，忧火炎岗。
具迷津济，莫导舟航。长夜无晓，非徒未央。
于昭十号，四生是湣。道王大千，智周上忍。
慧刀已裂，化城斯引。教有殊途，乘无异轸。
甘露朝洒，慈云夕布。品物以亨，群迷式悟。
捷迳坦道，耶山启路。不有善权，谁澄恶趣。
炎行弛德，废道毁常。玉弩惊焰，金宿腾芒。
俯震瀛壑，仰紊干纲。九野鲸奋，八极鸱张。
乱离瘼矣，孰济生灵。黄星表曜，赤伏开祯。
大君应历，粤御神兵。乃圣乃武，如雷如霆。
于铄王旅，除凶静暴。关右长驱，唐郊大号。
壤裂逋丑，家离浞奡。刷野屠袄，空山剿盗。
见危殒辔，怀忠死绥。惊磷宵远，穷魂夜飞。
我有慈被，深仁莫违。建斯净域，永树归依。
归依伊何？具消五缚。净域伊何？同升妙觉。
架汉开宇，凭霞竦阁。木丽琼丹，地严金雘。
鹫山非远，鸡林可求。七宝低树，八解疏流。
瑞莲开晓，天花不秋。戒定攸息，应供来游。
凡厥慈众，具宏上善。稠林以辟，爱枝爰翦。
九结冰泮，四禅自缅。彼岸可归，法轮恒转。
金刚不坏，璿祚惟长。慧识常湛，皇基载昌。
- 昭仁寺碑铭（并序）

## 清剿余孽
薛仁果投降后，还有其旧将房企地虽然一开始归附了李唐，但是紧接着便叛变并逃出长安，在汉中等地肆掠时又打败了前来围剿的庞玉。一直流窜到了始州后，他看上了魏衡的妻子王氏，想要强迫她为自己的侍妾，被魏衡以梁州城为条件所妥协。而在行军路上房企地独自喝醉睡觉时，被王氏用他的佩刀将他斩首。而后其首级被送到叛军盘踞的梁州，其众不战而散。就此李唐政权治下不再有西秦的残余势力，而王氏也因此被赐封崇义夫人。

### 书目
- 刘昫：《旧唐书》，本纪第一、第二、列传第五、六、七、八、九、十、十一、十六、三十五、一三七、一四三、一四四

- 欧阳修：《新唐书》，本纪第一、第二、列传第三、十一、十三、十五、十六、二十、一一六、一四四

- 司马光：《资治通鉴》，卷一八四、一八五、一八六

- 司马光：《资治通鉴考异》，卷九

- 李昉：《太平御览》，皇王部三十三、三十四、人事部五十八、兵部二十四、四十五、五十七、六十一、方术部十六

- 王钦若：《册府元龟》，卷十九、四十五、七十九、一百九、一二二、一二五、一二六、一三六、一三八、一五七、一六四、三四五、三五七、三七三、三八四、四二五、七百三十、九四一

- 李吉甫：《元和郡县图志》，卷二、三、四十

- 谭其骧：《中国历史地图集》，隋唐五代十国时期，pp.7-10，1982

- 严耕望：《唐代交通图考》，卷二

- 纪昀：《四库全书》·《钦定全唐文》，卷一、一三七、二百十、七六一、九九一

- 陆心源：《唐文拾遗》，卷十三

- 《昭陵碑石》

- 顾祖禹：《读史方舆纪要》，卷四、五十四、五十八

- 墨翟：《墨子》，卷十五·杂守

- - 孙诒让：《墨子闲诂》，卷九·杂守

- 孙武：《孙子兵法》，军争篇

- - 曹操等：《十一家注孙子兵法》，军争篇

- - 吉天保：《四部丛刊初编》·《孙子集注》，军争篇

- - 黎庶昌：《续古逸丛书》·《武经七书》，孙子卷中·军争篇

### 网页
- 黄纯真. . 中华网军事.   [2017-08-23]. （原始内容存档于2017-08-23）.

- . 汉典.   [2017-08-23]. （原始内容存档于2019-04-20）.

### 引用
1. ↑  《旧唐书》本纪第二：“贼众十余万”
《册府元龟》卷十九：“并羌胡之众尚十馀万”
《元和郡县图志》卷三：“并羌胡十馀万”
2. ↑  《册府元龟》卷三七三：“秦王率军十万众四面具集”
3. ↑  .   [2017-08-23]. （原始内容存档于2017-08-23）.
4. ↑  《旧唐书》本纪第一：“癸巳太宗大破薛举之众于扶风”
《资治通鉴》卷一八四：“癸巳世民击薛仁果于扶风大破之追奔至垄坻而还”
《新唐书》本纪第二：“薛举攻扶风太宗击败之斩首万馀级遂略地至陇右”
《新唐书》列传第十一：“会高祖入关遂留攻扶风秦王击破之斩首数千级逐北至陇还”
《太平御览》皇王部三十三·唐高祖神尧皇帝：“癸巳太宗大破薛举之众于扶风”
《太平御览》皇王部三十四·唐太宗文皇帝：“会薛举以劲卒万人来逼渭滨太宗亲击之大破其众追斩万馀级略地至于陇坻”
5. ↑  《旧唐书》本纪第一：“秦王大破薛仁杲(果)于浅水原降之陇右平”
《旧唐书》志第十八：“武德元年讨平薛仁杲(果)”
《册府元龟》卷一百九：“十一月己酉秦王降薛仁杲(果)帝闻大悦因置酒高会奏九部乐赐群臣钱各有差”
《册府元龟》卷一三六：“十一月秦王征薛仁杲(果)凯旋帝享劳旋师”
《太平御览》皇王部三十三·唐高祖神尧皇帝：“十一月秦王大破薛仁杲(果)于浅水原降之陇右平”
6. ↑  《资治通鉴》卷一八五：“密因帅敢死士乘之世充大败争桥溺死者万馀人王辩死世充仅自免洛北诸军皆溃”
《新唐书》列传第九：“世充进薄其垒密提敢死士数百邀之世充大溃士争桥溺死者数万洛水为不流杀大将六人独世充脱”
7. ↑  《资治通鉴》卷一八五：“世充不敢入东都北趣河阳”
8. ↑  《旧唐书》列传第三：“东至海岱南至江淮郡县莫不遣使归密窦建德朱粲杨士林孟海公徐圆朗卢祖尚周法明等并随使通表于密劝进”
9. ↑  《旧唐书》列传第三：“于是密下官属咸劝密即尊号密曰东都未平不可议此”
10. ↑  《大唐创业起居注》卷二：“帝览书抵掌谓所亲曰密夸诞不达天命适所以为吾拒东都之兵守成皋之厄更觅韩彭莫如用密宜卑辞推奖以骄其志使其不虞于我得入关据蒲津而屯永丰阻崤函而临伊洛东看群贼鹬蚌之势吾然后为秦人之渔父矣”
11. ↑  《大唐创业起居注》卷二：“李密趑趄巩洛自许当涂王城如毁忧心孔棘东都危逼有若倒悬”
12. ↑  《新唐书》本纪第二：“二年为右元帅徙封赵国公”
《旧唐书》本纪第一：“二年春正月戊辰世子建成为抚宁大将军东讨元帅”
《册府元龟》卷十九：“寻为右元帅”
《太平御览》皇亲部十四·太子三：“二年授抚军大将军东讨元帅”
《大唐创业起居注》卷三：“于是以世子为左元帅”
13. ↑  《旧唐书》本纪第一：“太宗为副总兵”
《太平御览》皇王部三十四·唐太宗文皇帝：“义宁元年十二月复为右元帅”
《大唐创业起居注》卷三：“秦王为右元帅”
14. ↑  《旧唐书》本纪第一：“七万徇地东都”
《太平御览》皇亲部十四·太子三：“将兵十万徇洛阳”
《新唐书》本纪第二：“率兵十万攻东都”
《资治通鉴》卷一九五：“戊辰唐王以世子建成为左元帅秦公世民为右元帅督诸军十馀万人救东都”
《册府元龟》卷一二五：“唐太宗初为唐国内史总兵十万徇东都”
《太平御览》皇王部三十四·唐太宗文皇帝：“总兵十万徇东都”
《大唐创业起居注》卷三：“左右二府诸军十馀万众引于浐水之北”
《册府元龟》卷十九：“手绫十万犬旬东都”
15. ↑  《资治通鉴》卷一八五：“世子建成等至东都军于芒华苑”
《册府元龟》卷十九：“军屯西苑营于三王陵自三月”
16. ↑  《资治通鉴》卷一八五：“东都闭门不出遣人招谕不应李密出军争之小战各引去”
17. ↑  《旧唐书》列传第八：“又从太宗经略东都战于璎珞门外破之”
18. ↑  《大唐创业起居注》卷三：“三月左右二元帅军招谕东都城门不收李密又不敢西寇”
19. ↑  《资治通鉴》卷一八五：“东都号令不出四门人无固志”
20. ↑  《资治通鉴》卷一八五：“东都乏食太府卿元文都等募守城不食公粮者进散官二品于是商贾执象而朝者不可胜数”
21. ↑  《资治通鉴》卷一八五：“城中多欲为内应者”
22. ↑  《资治通鉴》卷一八五：“朝议郎段世弘等谋应西师”
23. ↑  《资治通鉴》卷一八五：“城中多欲为内应者赵公世民曰吾新定关中根本未固悬军远来虽得东都不能守也遂不受”
24. ↑  《旧唐书》本纪第一：“戊戌世子建成及太宗自东都班师”
《资治通鉴》卷一八五：“戊寅引军还”
《资治通鉴》卷一八五：“戊戌世子建成等还长安”
《册府元龟》卷十九：“自三月至于四月而旋”
《大唐创业起居注》卷三：“奉令旋师宜阳新安二郡而还”
25. ↑  《大唐创业起居注》卷三：“时逼农月”
26. ↑  《旧唐书》本纪第二：“及将旋谓左右曰贼见吾还必相追蹑设三伏以待之”
《册府元龟》卷一二五：“帝筹之曰贼见吾还必相追蹑设三伏以待之”
《资治通鉴》卷一八五：“世民曰城中见吾退必来追蹑乃设三伏于三王陵以待之”
27. ↑  《旧唐书》列传第八：“隋将段达张志陈于三王陵弘基击败之”
《册府元龟》卷一二五：“隋段达学万馀人自后而至帝发伏以击之贼师大败”
《新唐书》本纪第二：“设三伏于三王陵败隋将段达兵万人”
28. ↑  《旧唐书》本纪第二：“俄而隋将段达率万馀人自后而至度三王陵发伏击之段达大败追奔至于城下”
《册府元龟》卷一二五：“亲自追奔至于城下斩四千馀级”
《资治通鉴》卷一八五：“段达果将万馀人追之遇伏而败世民逐北抵其城下斩四千馀级”
29. ↑  《资治通鉴》卷一八五：“遂置新安宜阳二郡”
《大唐创业起居注》卷三：“旋师宜阳新安二郡而还”
30. ↑  《资治通鉴》卷一八五：“使行军总管史万宝盛彦师将兵镇宜阳吕绍宗任瑰将兵镇新安而还”
31. ↑  《旧唐书》列传第五：“瑗又劝举连结梁师都共为声势厚赂突厥饵其戎马合从其力进逼京师”
《新唐书》列传第十一：“瑗请连梁师都厚赂突厥合从东向”
《资治通鉴》卷一八五：“郝瑗说薛举与梁师都及突厥连兵以取长安举从之”
32. ↑  《旧唐书》列传第五：“举从其言与突厥莫贺咄设谋取京师莫贺咄设许以兵随之期有日矣”
《新唐书》列传第十一：“举从之约突厥莫贺咄设犯京师”
《资治通鉴》卷一八五：“举遣使与莫贺咄设谋入寇莫贺咄设许之”
33. ↑  《元和郡县图志》卷第三：“大业三年以原州为平凉郡武德元年重为原州县仍属焉”
34. ↑  《旧唐书》列传第一四四：“高祖入长安薛举犹据陇右遣其将宗罗睺攻陷平凉郡北与颉利连结”
35. 1 2 3  《中国历史地图集》隋唐五代十国时期，pp.7-8
36. ↑  《旧唐书》列传第一四四：“初为莫贺咄设牙直五原之北”
《新唐书》列传第一百四上：“颉利始为莫贺咄设牙直五原北“
《资治通鉴》卷一八五：“时启民可汗之子咄苾号莫贺咄设建牙直五原之北”
37. ↑  《新唐书》列传第一百四：“薛举陷平凉与连和帝患之”
38. ↑  《资治通鉴》卷一八四：“甲子渊自长乐宫入长安以渊为假黄钺使持节大都督内外诸军事尚书令大丞相进封唐王”
39. ↑  《资治通鉴》卷一八四：“乙丑榆林灵武平凉安定诸郡皆遣使请命”
40. ↑  《资治通鉴》卷一八五：“东国公窦抗唐王之妃兄也炀帝使行长城于灵武闻唐王定关中癸酉帅灵武盐川等数郡来降”
41. ↑  《旧唐书》列传第一四四：“高祖患之，遣光禄卿宇文歆赍金帛以赂颉利”
《新唐书》列传第一百四：“遣光禄卿宇文歆赂颉利使与举绝”
42. ↑  《旧唐书》列传第一四四：“歆说之令绝交于薛举”
《新唐书》列传第十一：“会都水监宇文歆使突厥歆说止其兵”
《资治通鉴》卷一八五：“唐王使都水监宇文歆赂莫贺咄设且为陈利害止其出兵”
43. ↑  《旧唐书》列传第一四四：“初隋五原太守张长逊因乱以其所部五原城隶于突厥歆又说颉利遣长逊入朝以五原地归于我”
《新唐书》列传第一百四：“隋五原太守张长逊以所部五城附虏歆并说还五原地”
《资治通鉴》卷一八五：“又说莫贺咄设遣张长逊入朝以五原之地归之中国莫贺咄设并从之”
《旧唐书》列传第七：“及义旗建长逊以郡降授五原太守寻除丰州总管”
《新唐书》本纪第一：“戊辰隋帝进唐王位相国总百揆备九锡唐国置丞相等官立四庙四月己卯张长逊降”
《册府元龟》卷一六四：“唐高祖初为唐公举义兵于太原五原太守张长逊遣使归附帝”
《册府元龟》卷一六四：“张长逊仕隋为五原太守天下大乱遂附于突厥与莫贺咄设结为兄弟以自固突厥号长逊为割利特勤及义兵起遣使归附高祖甚嘉之授左光禄大夫封安化郡公”
44. ↑  《资治通鉴》卷一八五：“长逊又诈为诏书与莫贺咄设示知其谋莫贺咄设乃拒举师都等不纳其使”
《旧唐书》列传第七：“是时梁师都薛举请兵于突厥欲令渡河长逊知之伪为诏书与莫贺咄设示知其谋突厥乃拒师都等使高祖嘉之”
45. ↑  《册府元龟》卷一二二：“唐高祖初为唐王隋义宁二年四月金城贼帅薛举僭称尊号乃下令曰：大业丧乱兵革殷繁天下黔黎手足无措孤所以救焚拯溺平此乱阶蜀道诸郡深思苏息远勤王略诚有可嘉方一戎衣静兹多难而薛举狂僭吞噬西土陇蜀通途恐相侵暴今便命将授律分道进兵其冲要诸郡县宜率励各募部民随机底定斯则暂劳永逸贻厥子孙自国刑家同享安乐”
46. ↑  《全唐文》卷一：“大业丧乱兵革殷繁天下黔黎手足无措孤所以救焚拯溺平此乱阶蜀道诸郡深思苏息远勤王略诚有可嘉方一戎衣静兹多难而薛举狂僭吞噬西土陇蜀道途恐相侵暴今便命将授律分道进兵其冲要诸郡县宜率励各募部民随机底定斯则暂劳永逸贻厥子孙守国刑家同享安乐。”
47. ↑  《旧唐书》本纪第一：“甲子，高祖即皇帝位于太极殿命刑部尚书萧造兼太尉告于南郊大赦天下改隋义宁二年为唐武德元年”
《新唐书》本纪第一：“武德元年五月甲子即皇帝位于太极殿命萧造兼太尉告于南郊大赦改元”
《大唐创业起居注》卷三：“明灵降享皇帝备羽仪法物临轩大赦天下改义宁二年为武德元年”
48. ↑  《旧唐书》本纪第一：“罢郡置州改太守为刺史”
《新唐书》本纪第一：“改郡为州太守为刺史”
《资治通鉴》卷一八四：“丙寅诏军国机务事无大小文武设官位无贵贱宪章赏罚咸归相府唯郊祀天地四时禘示合奏闻”
49. ↑  《旧唐书》列传第七：“及征薛举长逊不待命而至以功授丰州总管”
50. ↑  《旧唐书》列传第五：“武德元年丰州总管张长逊进击宗罗睺”
《新唐书》列传第十一：“武德元年丰州总管张长愻击罗睺”
51. ↑  《旧唐书》列传第一四四：“颉利并从之因发突厥兵及长逊之众并会于太宗军所”
《新唐书》列传第一百四：“皆见听且发兵举长逊所部会秦王军”
52. ↑  《旧唐书》列传第五：“举悉众来援”
《资治通鉴》卷一八五：“薛举进逼高墌”
53. ↑  《太平御览》皇王部三十三·唐高祖神尧皇帝：“薛举寇泾州命秦王为西讨元帅征之”
《旧唐书》本纪第一：“癸未封隋帝为酅国公薛举寇泾州”
《新唐书》本纪第一：“癸未薛举寇泾州”
《册府元龟》卷十九：“武德元年九月薛举寇泾州帝发兵以击之”
《旧唐书》本纪第二：“武德元年七月薛举寇泾州”
《资治通鉴》卷一八五：“癸未薛举寇泾州”
《新唐书》本纪第二：“薛举寇泾州太宗为西讨元帅”
《旧唐书》列传第七：“会薛举寇泾州命太宗讨之”
54. ↑  《旧唐书》志第十八：“宁州上隋北地郡义宁元年领安定罗川襄乐彭原新平三水六县二年分定安置归义县以新平三水属新平郡武德元年改北地郡为宁州...在京师西北四百四十六里”
《元和郡县图志》卷三：“东南至上都四百五十六里...西至泾州一百五十里“
55. ↑  《元和郡县图志》卷三：“折鍪故城在县东十里西魏泾州刺史乙弗贵所筑隋末薛举屯据于此城举死仁杲(果)复窃据武德元年讨平之”
56. ↑  《新唐书》列传第十一：“举悉兵援之屯析墌”
57. ↑  《旧唐书》列传第五：“军屯高墌纵兵虏掠”
58. ↑  《元和郡县图志》卷三：“义宁二年复为新平郡武德元年以新平郡又为豳州”
《全唐文》卷七六一：“始皇并天下地属右辅后汉析为新平郡后魏改置豳州国朝因之”
59. ↑  《元和郡县图志》卷二：“大业三年罢州为扶风郡武德元年复为岐州”
60. ↑  《旧唐书》列传第五：“纵兵虏掠至于豳岐之地”
《资治通鉴》卷一八五：“薛举进逼高墌游兵至于豳岐“
61. ↑  《元和郡县图志》卷二：“（岐州）东至上都三百一十里”
《元和郡县图志》卷三：“（豳州）东南至上都三百里”
62. ↑  《旧唐书》本纪第一：“薛举寇泾州命秦王为西讨元帅征之”
《新唐书》本纪第一：“癸未薛举寇泾州秦王世民为西讨元帅刘文静为司马”
《太平御览》皇王部三十三·唐高祖神尧皇帝：“薛举寇泾州命秦王为西讨元帅征之”
《旧唐书》列传第五；“太宗又率众击之”
《新唐书》本纪第二：“薛举寇泾州太宗为西讨元帅进位雍州牧”
《资治通鉴》卷一八五：“癸未薛举寇泾州以秦王世民为元帅将八总管兵以拒之”
《旧唐书》列传第七：“会薛举寇泾州命太宗讨之”
《新唐书》列传第十一：“以游军掠岐豳秦王御之”
《太平御览》方术部十六·巫下：“薛举寇幽歧之地太宗征之”
《旧唐书》本纪第二：“武德元年七月薛举寇泾州太宗率众讨之”
《旧唐书》列传第八：“领行军左一总管又从太宗讨薛举”
《旧唐书》列传第一四四下：“武德初从太宗破薛举”
63. ↑  《新唐书》列传第十三：“薛举寇泾州以元帅府长史与司马殷开山出战”
《旧唐书》列传第七：“会薛举寇泾州命太宗讨之以文静为元帅府长史”
《新唐书》本纪第一：“秦王世民为西讨元帅刘文静为司马”
《资治通鉴》卷一八五：“委军事于长史纳言刘文静”
《新唐书》列传第十一：“行军长史刘文静殷开山观兵于高墌”
64. ↑  《旧唐书》列传第八：“从击薛举为元帅府司马”
《册府元龟》卷七百三十：“唐殷峤为吏部侍郎从太宗击薛举为元帅府司马”
《资治通鉴》卷一八五：“委军事于长史纳言刘文静司马殷开山”
《旧唐书》列传第七：“遇太宗不豫委于文静及司马殷开山”
《新唐书》列传第十三：“薛举寇泾州以元帅府长史与司马殷开山出战”
65. ↑  《旧唐书》列传第五：“大将慕容罗睺李安远刘弘基皆陷于阵”
《资治通鉴》卷一八五：“大将军慕容罗睺李安远刘弘基皆没”
《新唐书》列传第十一：“遂大败死者十六大将慕容罗睺李安远刘弘基皆没”
66. ↑  《旧唐书》列传第七：“武德元年授右武卫大将军从太宗征伐”
《新唐书》列传第十三：“数从秦王征讨积功累封至广德郡公”
67. ↑  《旧唐书》列传第八：“武德元年拜右骁卫大将军以元谋之勋恕其一死领行军左一总管又从太宗讨薛举”
《册府元龟》卷四四四：“刘弘基为右骁卫大将军从太宗讨薛举”
68. ↑  《旧唐书》列传第十九：“复为安定道行军总管率兵以拒薛举”
《册府元龟》卷三七三：“刘世让为安定道行军总管率兵拒薛举”
《新唐书》列传第十九：“因授安定道行军总管率兵二万拒薛举”
69. ↑  《旧唐书》列传第十九：”战败世让及弟宝具为举军所获“
《太平御览》人事部七十九·烈士：“战败世让及弟宝具为举军所获”
《册府元龟》卷三七三：“战败世让及弟宝具为举军所获”
《新唐书》列传第十九：“战不胜与弟宝皆没于贼”
《资治通鉴》卷一八四：“与举相遇战败为举所虏”
70. ↑  《旧唐书》列传第十九：“举将至城下令绐说城中曰大军五道已趣长安宜开门早降”
《新唐书》列传第十九：“举令至城下绐说使降”
71. ↑  《旧唐书》列传第十九：“贼兵多少极于此矣宜善自固以图安全”
72. ↑  《新唐书》列传第十九：“世让阳许之至则告守者曰贼兵极于此矣善自固”
《旧唐书》列传第十九：”世让伪许之因告城中曰贼兵多少极于此矣宜善自固以图安全“
73. ↑  《旧唐书》列传第十九：“举重其执节竟不之害”
《新唐书》列传第十九：“举重其节不加害”
《太平御览》人事部七十九·烈士：“举重其执节终不之害”
《册府元龟》卷三七三：“举重其执节竟不之害”
74. ↑  《旧唐书》列传第十九：“世让潜遣宝逃归言贼中虚实”
《新唐书》列传第十九：“世让密遣宝间走王言贼虚实”
《册府元龟》卷三百七十三：“世让潜遣宝逃归言贼中虚实”
75. ↑  《旧唐书》列传第十：“师镇泾州以御薛举”
《新唐书》第一一六：“武德初以骠骑将军戍泾州”
《太平御览》兵部五十七·擒获下：“感不知何许人初以本官镇泾州”
《册府元龟》卷一三八、三七三、四二五：“刘感武德初以骠骑将军镇泾州”
76. ↑  《旧唐书》列传第十：“举乃阳言食尽引兵南去”
77. ↑  《旧唐书》列传第五：“太宗又率众击之军次高墌城”
《新唐书》列传第十一：“秦王御之次高墌”
《新唐书》列传第十九：“秦王方屯高墌”
78. ↑  《旧唐书》列传第五：“度其粮少意在速战乃命深沟坚壁以老其师”
《资治通鉴》卷一八五：“秦王世民深沟高垒不与战”
《新唐书》列传第十一：“度举粮少利速斗坚壁老其兵”
79. ↑  《旧唐书》列传第五：“会太宗不豫”
《新唐书》列传第十五：“会王疾甚卧营”
《旧唐书》列传第八：”时太宗有疾“
《资治通鉴》卷一八五：“会世民得疟疾”
《旧唐书》列传第七：”遇太宗不豫“
《新唐书》本纪第二：“七月太宗有疾”
《旧唐书》列传第八：“时太宗以疾顿于高墌城“
《册府元龟》卷三百七十：“时太宗遇疾”
《新唐书》列传第十一：“会王疾卧屯不出”
80. ↑  《旧唐书》列传第七：“委于文静及司马殷开山”
《资治通鉴》卷一八五：“委军事于长史纳言刘文静司马殷开山”
《册府元龟》卷七百三十：“委军于刘文静”
《旧唐书》列传第八：“委军于刘文静”
《新唐书》列传第十五：“委军于刘文静”
81. ↑  《旧唐书》列传第七：“举粮少兵疲悬军深入意在决战不利持久即欲挑战慎无与决待吾差当为君等取之”
《资治通鉴》卷一八五：‘薛举悬军深入食少兵疲若来挑战慎勿应也俟吾疾愈为君等破之。“
《新唐书》列传第十五：“贼方炽邀速战利公等毋与争粮尽众枵乃可图”
《旧唐书》列传第八：“贼众远来利在急战难与争锋且宜持久待粮尽然后可图”
《册府元龟》卷七百三十：“贼众远利在急战难与争锋且宜持久待粮尽然后可图也”
82. 1 2  《旧唐书》列传第七：“文静用开山计出军争利”
83. ↑  《旧唐书》列传第八：“峤退谓文静曰王体不安虑公不济故发此言宜因机破贼何乃以勍敌遗王也”
《册府元龟》卷七百三十：“峤谓文静曰王体不安虑公不济故发此言宜可因机破贼乃以XXXXX”
84. ↑  《旧唐书》列传第八：“久之言于文静曰王不豫恐贼轻我请耀武以威之”
《资治通鉴》卷一八五：“开山退谓文静曰王虑公不能办故有此言耳且贼闻王有疾必轻我宜曜武以威之”
《新唐书》列传第十五：“开山锐立事说文静曰王属疾忧公弗克济故不欲战今宜逗机制敌无专以贼遗王也请勒兵以怖之”
85. ↑  《太平御览》兵部四十四·决战下：“先知迂直之计者胜此军争之法也”
86. ↑  《十一家注孙子兵法》军争篇：“军争之难者以迂为直以患为利故迂其途而诱之以利”
87. ↑  《十一家注孙子兵法》军争篇：“军争篇“王皙曰争者争利得利则胜””
88. ↑  《四部丛刊初编》册三百四十·军争篇：“故迂其途而诱之以利后人发先人至者知迂直之计者也“李筌曰故迂其途示不速进后人发先人至也军兵若此以患为利者””
89. ↑  《孙子集注》军争篇：“军争之难者，以迂为直，以患为利“杜佑曰敌途本迂患在道远则先处形势之地故曰以患为例””
90. ↑  《旧唐书》列传第五：“太宗闻之知其必败遽与书责之”
91. ↑  《旧唐书》列传第五：“未至两军合战竟为举所败”
92. ↑  《旧唐书》列传第五：“观兵于高墌西南恃众不设备”
《资治通鉴》卷一八五：“乃陈于高墌西南恃众而不设备”
《新唐书》列传第十一：“行军长史刘文静殷开山观兵于高墌恃众不设备”
93. ↑  《元和郡县图志》卷三：“浅水原即今县理所...故城犹在今县北五里”
《新唐书》志第二十七：“邠州新平郡...邠故作豳...有浅水原”
94. ↑  《旧唐书》列传第五：“为举兵掩乘其后”
《资治通鉴》卷一八五：“举潜师掩其后”
《新唐书》列传第十一：“举兵掩其后”
《旧唐书》列传第八：“弘基刘文静等与举接战于浅水原”
95. ↑  《旧唐书》本纪第一：“秦王与薛举大战于泾州我师败绩”
《新唐书》列传第十五：“战浅水原八总管军皆没”
《旧唐书》列传第八：“王师不利八总管咸败”
《新唐书》列传第十三：“以元帅府长史与司马殷开山出战大败”
《册府元龟》卷七百三十：“为薛举所乘军乃大败”
《旧唐书》列传第七：“王师败绩”
《太平御览》方术部十六·巫下：“刘文静殷开山与举战于高墌音只城西西为举所败”
《新唐书》本纪第二：“诸将为举所败”
《旧唐书》列传第八：“为举所乘军乃大败”
《资治通鉴》卷一八五：“壬子战于浅水原八总管皆败”
《新唐书》列传第十一：“举兵掩其后遂大败“
96. ↑  《旧唐书》列传第八：“唯弘基一军尽力苦斗矢尽为举所获”
《新唐书》列传第十五：“唯弘基一军战力矢尽为贼拘”
97. ↑  《旧唐书》列传第五：“举每破阵所获士卒皆杀之杀人多断舌割鼻或碓捣之”
《新唐书》列传第十一：“军获俘仁杲(果)必断舌刈鼻或舂斮之”
《唐文拾遗》卷十三：“薛举负阻秦川凶徒甚盛仁果嗣虐同恶实繁”
98. ↑  《资治通鉴》卷一八六：“李密谏曰薛举虐杀不辜此其所以亡也”
99. ↑  《旧唐书》列传第五：“死者十五六大将慕容罗睺李安远刘弘基皆陷于阵”
《资治通鉴》卷一八五：“士卒死者什五六大将军慕容罗睺李安远刘弘基皆没”
100. ↑  《旧唐书》本纪第二：“不利而旋”
《资治通鉴》卷一八五：“世民引兵还长安”
《旧唐书》列传第五：“太宗归于京师”
101. ↑  《旧唐书》列传第七：“文静奔还京师坐除名”
《新唐书》列传第十三：“大败奔还京师坐除名”
《旧唐书》列传第八：“峤坐减死除名”
《资治通鉴》卷一八五：“文静等皆坐除名”
102. ↑  《旧唐书》列传第八：“高祖嘉其临难不屈赐其家粟帛甚厚”
《新唐书》列传第十五：“帝以临难不屈优护其家”
103. ↑  《旧唐书》列传第八：“得归复其官爵”
《新唐书》列传第十五：“乃克归官之如初”
104. ↑  《旧唐书》列传第五：“举军取高墌”
《新唐书》列传第十一：“王还京师举拔高墌”
《资治通鉴》卷一八五：“举遂拔高墌”
105. ↑  汉典 （页面存档备份，存于）
《册府元龟》卷二三八：“积尸封土其上谓之京观”
106. ↑  《资治通鉴》卷一八五：“收唐兵死者为京观”
107. ↑  《新唐书》列传第十一：“仁杲(果)进逼宁州”
《资治通鉴》卷一八六：“八月薛举遣其子仁果进围宁州”
108. ↑  《资治通鉴》卷一八六：“刺史胡演击却之”
109. ↑  《旧唐书》列传第五：“今唐兵新破将帅并擒京师骚动可乘胜直取长安”
《资治通鉴》卷一八六：“郝瑗言于举曰今唐兵新破关中骚动宜乘胜直取长安”
《新唐书》列传第十一：“郝瑗谋曰今唐新破将卒禽俘人心摇矣可乘胜直趋长安”
110. ↑  《旧唐书》列传第五：“举然之”
《资治通鉴》卷一八六：“郝瑗言于举...举然之”
《新唐书》列传第十一：“郝瑗谋曰...举然之”
111. ↑  《旧唐书》列传第五：“时高祖方图薛举遣使潜往凉州与之相结”
《新唐书》列传第十一：“武德元年高祖方事薛举遣使凉州玺书慰结”
《资治通鉴》卷一八六：“上欲与李轨共图秦陇”
112. ↑  《旧唐书》列传第五：“下玺书谓之为从弟”
《新唐书》列传第十一：“谓轨为从弟”
《资治通鉴》卷一八六：“与之书谓之从弟”
113. ↑  《旧唐书》列传第五：“轨大悦遣其弟懋入朝献方物“
《新唐书》列传第十一：“轨喜乃遣弟懋入朝”
《资治通鉴》卷一八六：“轨大喜遣其弟懋入贡”
114. ↑  《旧唐书》列传第五：“高祖授懋大将军遣还凉州”
《新唐书》：“帝拜懋大将军还之”
《资治通鉴》卷一八六：“上以懋为大将军”
115. ↑  《旧唐书》列传第五：“又令鸿胪少卿张侯德持节册拜为凉州总管封凉王给羽葆鼓吹一部”
《新唐书》列传第十一：“诏鸿胪少卿张俟德持节册拜轨凉王凉州总管给羽葆鼓吹一部”
116. ↑  《旧唐书》列传第五：“今吾从兄膺受图箓据有京邑天命可知一姓不宜竞立今去帝号受册可乎”
《新唐书》列传第十一：“俟德至轨召其下议曰李氏有天下历运所属已宅京邑一姓不可竞王今欲去帝号东向受册可乎”
《资治通鉴》卷一八六：“李轨召其群臣廷议曰唐天子吾之从兄今已正位京邑一姓不可自争天下吾欲去帝号受其官爵可乎”
117. ↑  《旧唐书》列传第五：“曹珍进曰隋失天下英雄竞逐称王号帝鼎峙瓜分唐国自据关中大凉自处河右己为天子奈何受人官爵若欲以小事大宜依萧察故事自称梁帝而称臣于周”
《新唐书》列传第十一：“曹珍曰隋亡英雄焱起号帝王者瓜分鼎峙唐自保关雍大凉奄河右业已为天子奈何受人官必欲以小事大请行萧詧故事称梁帝而臣于周”
《资治通鉴》卷一八六：“曹珍曰隋失其鹿天下共逐之称王称帝者奚啻一人唐帝关中凉帝河右固不相妨且已为天子奈何复自贬黜必欲以小事大请依萧察事魏故事”
118. ↑  《旧唐书》列传第五：“表称皇从弟大凉皇帝臣轨而不受官”
《新唐书》列传第十一：“奉书称从弟大凉皇帝”
119. ↑  《资治通鉴》卷一八六：“帝怒拘晓不遣始议兴师讨之”
《新唐书》列传第十一：“帝怒曰轨谓朕为兄此不臣也”
120. ↑  《旧唐书》列传第五：“临发而举疾”
《新唐书》列传第十一：“方行而病”
《太平御览》方术部十六·巫下：“临发而遇疾”
《资治通鉴》卷一八六：“会有疾而止”
121. ↑  《旧唐书》列传第五：“召巫视之”
《新唐书》列传第十一：“召巫占视”
《太平御览》方术部十六·巫下：“召巫视之”
122. ↑  《旧唐书》列传第五：“巫言唐兵为祟”
《新唐书》列传第十一：“言唐兵为崇”
《太平御览》方术部十六·巫下：“巫言唐兵为祟”
123. ↑  《旧唐书》列传第五：“举恶之未几而死”
《太平御览》方术部十六·巫下：“举恶之未几而死”
《旧唐书》本纪第二：“九月薛举死”
《太平御览》皇王部三十三·唐高祖神尧皇帝：“八月壬午薛举死”
《新唐书》列传第十一：“举恶之未几死”
《旧唐书》本纪第一：”八月壬午薛举死“
《资治通鉴》卷一八六：“辛巳举卒”
124. ↑  《旧唐书》列传第五：“举死仁杲(果)立于折墌城”
《册府元龟》卷一二二：“贼党推其子仁杲(果)僭尊号”
《资治通鉴》卷一八六：“太子仁果立居于折墌城谥举曰武帝”
《元和郡县图志》卷三：“会举死其子仁杲(果)统其众”
《太平御览》皇王部三十三·唐高祖神尧皇帝：“其子仁杲(果)复僭称帝”
《旧唐书》本纪第一：“其子仁杲(果)复僭称帝”
《册府元龟》卷十九：“会举死其子仁杲(果)嗣立”
《新唐书》列传第十一：“仁杲(果)代立伪谥举武皇帝”
《旧唐书》本纪第二：“其子仁杲(果)嗣立”
125. ↑  《旧唐书》列传第五：“举每诫之曰汝智略纵横足办我家事而伤于苛虐与物无恩终当覆我宗社”
《新唐书》列传第十一：“虽举残猛亦恶之每戒曰汝材略足办事而伤于虐终覆吾宗”
《册府元龟》卷九四一：“举每诫之曰汝之才力办我家事然性多猜忌与物无恩终当灭吾宗社”
126. ↑  《读史方舆纪要》卷四：“居于折墌城在今平凉府泾州东北十四里”
127. ↑  《旧唐书》志第二十：“凉州中都督府隋武威郡”
《元和郡县图志》卷四十：“隋大业三年改为武威郡废总管隋末丧乱陷于寇贼武德二年讨平李李轨改为凉州”
《新唐书》志第三十：“凉州武威郡中都督府”
128. ↑  《旧唐书》本纪第一：“命秦王为元帅以讨之”
《新唐书》：“己丑秦王世民为西讨元帅以讨薛仁杲(果)”
《太平御览》皇王部三十三·唐高祖神尧皇帝：“命秦王为元帅以讨之”
《旧唐书》本纪第二：“太宗又为元帅以击仁杲(果)”
《资治通鉴》卷一八六：“已丑以秦王世民为元帅击薛仁果”
《旧唐书》列传第五：“高祖命太宗率诸军以击仁杲(果)”
129. ↑  《旧唐书》列传第五：“师次高墌”
《新唐书》本纪第二：“复屯于高坑城”
《资治通鉴》卷一八六：“秦王世民至高墌”
《新唐书》列传第十一：“秦王率诸将复壁高墌”
《册府元龟》卷一二五：“初帝师次高鍪”
130. ↑  《资治通鉴》卷一八六：“仁果使宗罗睺将兵拒之”
131. ↑  《旧唐书》本纪第二：“兵锋甚锐数来挑战”
《新唐书》本纪第二：“其子仁杲(果)率其众求战”
《资治通鉴》卷一八六：“罗睺数挑战”
132. ↑  《旧唐书》列传第五：“诸将咸请战”
《资治通鉴》卷一八六：“诸将咸请战”
133. ↑  《旧唐书》列传第五：“我士卒新败锐气犹少贼以胜自骄必轻敌好斗故且闭壁以折之待其气衰而后奋击可一战而破此万全计也“
《资治通鉴》卷一八六：“我军新败士气沮丧贼恃胜而骄有轻我心宜闭垒以待之彼骄我奋可一战而克也”
《新唐书》列传第十一：“我军新恤锐气少贼骤胜而骄有轻我心我闭壁以折之伺衰而击可一战禽也”
《册府元龟》卷一二五：“我士卒新经挫衄锐气犹少贼以胜自骄必轻进好斗我且坚壁以折之待其气衰而后奋击可一战而破此万全之计也”
134. ↑  《旧唐书》列传第五：“乃令军中曰敢言战者斩”
《资治通鉴》卷一八六：“乃令军中曰敢言战者斩”
《新唐书》列传第十一：“因令军中曰敢言战者斩”
《册府元龟》卷一二五：“因令军中曰敢言战者斩”
135. ↑  《旧唐书》列传第五：“而坚壁不动”
《资治通鉴》卷一八六：“世民坚壁不动”
《新唐书》本纪第二：“太宗按军不动”
《册府元龟》卷十九：“帝按甲以待之”
136. ↑  《旧唐书》本纪第二：“相持于折墌城深沟高垒者六十馀日”
《新唐书》本纪第二：“相持六十馀日”
《资治通鉴》卷一八六：“相持六十馀日”
137. ↑  《旧唐书》本纪第二：”贼粮尽“
《资治通鉴》卷一八六：“仁果粮尽”
《新唐书》列传第十一：“久之仁杲(果)粮乏”
《旧唐书》列传第五：“仁杲(果)勇而无谋兼粮馈不属”
《新唐书》本纪第二：“久之仁杲(果)粮尽”
138. ↑  《旧唐书》列传第五：“初拔秦州悉召富人倒悬之以醋灌鼻或杙其下窍以求金宝”
《新唐书》列传第十一：“仁杲(果)必断舌刈鼻或舂斮之”
《册府元龟》卷九四一：“然残忍贪冒财货初拔秦州召富人磔于油火之上或以醯灌鼻或弋其下窍以求金宝”
《新唐书》列传第十一：“仁杲(果)多杀人淫略民人妻妾尝得庾信子立怒其不降砾之火，渐割以啖士”
139. ↑  《旧唐书》列传第五：“与诸将帅素多有隙”
《资治通鉴》卷一八六：“薛仁果之为太子也与诸将多有隙及即位众心猜惧”
《册府元龟》卷九四一：“诸将以其年少心多不伏兵势渐离”
140. ↑  《旧唐书》列传第五：“仁杲(果)妹夫伪左仆射钟具仇以河州归国”
《新唐书》列传第十一：“左仆射钟具仇以河州降”
《册府元龟》卷一二六：“薛仁杲(果)所署尚书左仆射锺具仇以河州来降”
《旧唐书》列传第十一：“与薛举叛将钟具仇同寇汉中”
《新唐书》列传第二十：“赤排羌与薛举叛将钟具仇寇汉中”
141. ↑  《旧唐书》列传第五：“其内史令翟长孙以其众来降”
《新唐书》列传第三：“仁杲(果)内史令翟长孙以众降”
《太平御览》兵部六十一·警备：“军中颇携其将翟长孙梁胡郎率所部相继来降”
《旧唐书》本纪第二：“其将牟君才梁胡郎来降”
《新唐书》列传第十一：“其将牟君才内史令翟长愻以众降”
《册府元龟》卷十九：“中颇携贰其将翟长孙梁胡郎率所部相继来降”
142. ↑  《旧唐书》列传第一三七：“薛仁杲(果)率众围之感婴城拒守”
《册府元龟》卷一三八：“感婴城拒守”
143. ↑  《旧唐书》列传第一三七：“城中粮尽遂杀所乘马以分将士”
《资治通鉴》卷一八六：“城中粮尽感杀所乘马以分将士”
《新唐书》列传第一一六：“粮尽杀所乘马啖士”
《册府元龟》卷一三八：“城中粮尽遂杀所乘马以分将士将士”
《太平御览》人事部五十八·忠勇：“城中粮尽遂杀所乘马以分将士”
144. ↑  《旧唐书》列传第一三七：“感一无所啖唯煮马骨取汁和木屑食之”
《资治通鉴》卷一八六：“感一无所啖唯煮马骨取汁和木屑食之”
《新唐书》列传第一一六：“而煮骨自饮至和木屑以食”
《册府元龟》卷一三八：“感之一无所啖唯煮马骨取汁和木屑食之”
145. ↑  《旧唐书》列传第一三七：“城垂陷者数矣”
《资治通鉴》卷一八六：“城垂陷者数矣”
《新唐书》列传第一一六：“城垂陷”
《册府元龟》卷一三八：“城垂舀者数”
146. ↑  《资治通鉴》卷一八六：“甲寅秦州总管窦轨击薛仁果”
《册府元龟》卷四四三：“窦轨封赞皇公高祖武德元年九月轨击薛仁杲(果)“
《新唐书》本纪第一：“甲寅秦州总管窦轨及薛仁杲(果)战败绩”
147. ↑  《资治通鉴考异》卷九：“乙卯宇文欣攻高墌城”
148. ↑  《旧唐书》列传第一三七：“长平王叔良援兵至”
《资治通鉴》卷一八六：“会长平王叔良将士至泾州”
《新唐书》列传第一一六：“长平王叔良救之”
《册府元龟》卷一三八：“以长平王叔良援兵至仁杲(果)解围而去”
149. ↑  《旧唐书》列传第一三七：“仁杲(果)解围而去”
《资治通鉴》卷一八六：“仁果乃扬言食尽引兵南去”
《新唐书》列传第三：“仁杲(果)知之阳言食尽去”
150. ↑  《旧唐书》列传第十：“遣高墌人伪以降”
《新唐书》列传第三：“遣高墌人诡降”
《资治通鉴》卷一八六：“乙卯又遣高墌人伪以城降”
《资治通鉴考异》卷九：“薛仁果遣髙墌伪以城降”
151. ↑  《旧唐书》列传第十：“叔良遣骠骑刘感率众赴之”
《新唐书》列传第三：“叔良遣骠骑刘感受之”
152. ↑  《资治通鉴》卷一八六：“感命烧其门城上下水灌之”
153. ↑  《资治通鉴》卷一八六：“感知其诈遣步兵先还自帅精兵为殿”
154. ↑  《墨子》杂守：“射要举三烽三鼓”；又《墨子闲诂》卷九·杂守：“举三烽一蓝“旧本说据道藏本茅本补”
155. ↑  《资治通鉴》卷一八六：“俄而城上举三烽”
156. ↑  《读史方舆纪要》卷五十八：“百里细川地盖相近胡氏曰灵台百里镇即古细川地”
157. ↑  《旧唐书》列传第十：“至百里细川伏兵发”
《新唐书》列传第三：“仁杲(果)兵自南原噪而还大战百里细川”
《读史方舆纪要》卷五十八：“薛仁果自南原驰下与感战于百里细川“
《资治通鉴》卷一八六：“仁果兵自南原大下战于百里细川唐军大败”
158. ↑  《旧唐书》列传第十：“刘感没于阵”
《新唐书》列传第一一六：“与叔良出战为贼执还围泾州”
《太平御览》兵部五十七·擒获下：“感与叔良复出战因为贼所擒”
《旧唐书》列传第一三七：“感与叔良出战为贼所擒”
《新唐书》列传第三：“感为贼执”
《资治通鉴》卷一八六：“感为仁果所擒”
159. ↑  《旧唐书》列传第一三七：“仁杲(果)复围泾州令感语城中云援军已败徒守孤城何益也宜早出降以全家室”
《新唐书》列传第一一六：“令感约城中降感绐诺”
160. ↑  《旧唐书》列传第一三七：“及至城下大呼曰逆贼饥饿亡在朝夕秦王率数十万众四面具集城中勿忧各宜自勉以全忠节”
《新唐书》列传第一一六：“至城下大呼曰贼大饥亡在朝暮秦王数十万众且至勉之无苦”
《册府元龟》卷一三八：“令感语城中云援军已败徒守孤城何益也宜早出降以全家室”
161. ↑  《旧唐书》列传第一三七：“执感于城边埋脚至膝驰骑射杀之”
《新唐书》列传第一一六：“仁杲(果)怒执感埋其半土中驰射之至死詈益甚”
《册府元龟》卷一三八：“仁杲(果)大怒执感于城边埋脚驰骑射杀之”
162. ↑  《旧唐书》列传第十：“严为守备泾州仅全”
163. ↑  《新唐书》列传第三：“委事于长孙”
164. ↑  《旧唐书》列传第十：“叔良大惧出金以赐士卒”
《新唐书》列传第三：“叔良惧悉出金劳军”
165. ↑  《资治通鉴》卷一八六：“薛仁果屡攻常达不能克”《旧唐书》列传第一三七：“时薛举屡攻之不能克”
166. ↑  《旧唐书》列传第一三七：“武德初拜陇州刺史”
167. ↑  《资治通鉴》卷一八六：“隋志扶风汧源县西魏之东秦州也后改为陇州大业三年废州并入扶风郡义宁二年析扶风郡之汧源汧阳南由安定郡之华亭置陇东郡唐受禅改为陇州陕失冉翻...宜禄川在豳泾二州间贞观二年析豳之新平及泾之保定灵台置宜禄县”《新唐书》志第二十七：“邠州新平郡...邠故作豳...有府十曰嘉阳宜禄”《资治通鉴》卷一八六：“宜禄川在豳泾二州间”
《资治通鉴》卷二百四：“宜禄在邠州西六十里”
《元和郡县图志》卷三：“浪一名宜禄川西自陇州华亭县流入”
《读史方舆纪要》卷五十四：“水经宜禄川亦名宜禄水过浅水源又东合于泾水”
168. ↑  《资治通鉴》卷一八六：“庚申陇州刺史陕人常达击薛仁果于宜禄川斩首千馀级”《读史方舆纪要》卷五十四：“唐初陇州刺史韦达击薛仁杲(果)于宜禄川败之”
169. ↑  《旧唐书》列传第一三七：”乃遣其将仵士政以数百人伪降达“
《新唐书》列传第一一六：“遣将仵士政绐降”
170. ↑  《旧唐书》列传第一三七：“达不之测厚加抚接”
《新唐书》列传第一一六：“达不疑厚加抚接”
171. ↑  《旧唐书》列传第一三七：“士政伺隙以其徒劫达拥城中二千人而叛”
《新唐书》列传第一一六：“士政伺隙劫之并其众二千归贼”
172. ↑  《旧唐书》列传第一三七：“有贼帅张贵谓达曰汝识我否”
《新唐书》列传第一一六：“奴张贵又曰亦识我否”
173. ↑  《旧唐书》列传第一三七：“答曰汝逃死奴。瞋目视之”
《新唐书》列传第一一六：“达瞋目曰若乃奴耳”
174. ↑  《旧唐书》列传第一三七：“贵怒拔刀将斫达”
《新唐书》列传第一一六：“贵忿举笏击其面达不为慑亦拔刀逐之“
175. ↑  《旧唐书》列传第一三七：“人救之获免”
《新唐书》列传第一一六：“赵弘安为蔽捍乃免”
176. ↑  《资治通鉴考异》卷九：“新旧唐书皆云薛举遣仵士政伪城达士政劫达以见举据实录薛举前已死此月达再搬仁果及士政劫达皆有日月今从实录”
177. ↑  《旧唐书》本纪第二：“贼粮尽其将牟君才梁胡郎来降太宗谓诸将军曰彼气衰矣吾当取之”
《旧唐书》列传第五：“仁杲(果)勇而无谋兼粮馈不属将士稍离...太宗知其可击”
178. ↑  《新唐书》本纪第二：“乃遣行军总管梁实栅浅水原”
《资治通鉴》卷一八六：“世民知仁果将士离心命行军总管梁实营于浅水原以诱之”
《读史方舆纪要》卷五十四：“世民乃使梁实营于浅水原以诱之”
《册府元龟》卷十九：“因令行军总管梁实营于浅水原以诱之”
179. ↑  《唐代交通图考》卷二·篇十一：“邠州西北略循泾水河谷上行，盖经槁邱堡，八十里至宜禄县（今长武）。县治浅水原，城北五里高墌城为太宗败薛仁果处。”
180. ↑  《册府元龟》卷十九：“营中无水人马不饮数日”
181. ↑  《资治通鉴》卷一八六：“罗黄大喜尽锐攻之梁实守险不出”
《读史方舆纪要》卷五十四：“罗力攻实据险不下“
《册府元龟》卷十九：“实固险不出以挫其锋”
182. ↑  《册府元龟》卷十九：“申令诸军迟明合战”
183. ↑  《资治通鉴》卷一八六：“迟明「迟直利翻」使右武候大将军庞玉陈于浅水原「陈读曰阵下同」”
《读史方舆纪要》卷五十四：“数日又遣庞玉陈于原南出贼右”
《旧唐书》列传第五：“遣将军庞玉击贼将宗罗睺于浅水原“
《册府元龟》卷十九：“复令将军庞玉阵于浅水原南出贼之右以先饵之”
《太平御览》兵部六十一·警备：“复令将军庞玉阵于浅水原南出贼之右”
184. ↑  《新唐书》本纪第二：“太宗遣将军庞玉救实”
185. ↑  《太平御览》兵部六十一·警备：“罗侯并军共战玉军几败”
《资治通鉴》卷一八六：“罗黄并兵击之”
186. ↑  《元和郡县图志》卷三：“上遣总管庞玉自此原南出贼之右因高而陈”
187. ↑  《册府元龟》卷十九：“罗睺并军共战玉军几败”
《新唐书》本纪第二：“玉军几败”
188. ↑  《资治通鉴》卷一八六：“玉战几不能支「几居依翻」”
189. ↑  《新唐书》列传第十一：“战酣王以劲兵手寿其背”
190. ↑  《新唐书》本纪第二：“太宗率兵出其后罗睺败走”
《资治通鉴》卷一八六：“世民引大军自原北出其不意”
《元和郡县图志》卷三：“上率大兵自原北出其不意”
《读史方舆纪要》卷五十四：“战方亟世民自原北出贼不意”
《太平御览》兵部六十一·警备：“太宗亲御大军奄自原北出其不意”
191. ↑  《册府元龟》卷十九：“罗鐾见复回师相拒”
《太平御览》兵部六十一·警备：“罗侯回师相拒”
《资治通鉴》卷一八六：“罗黄引兵还战”
192. ↑  《旧唐书》本纪第二：“太宗将骁骑数十入贼阵”
《资治通鉴》卷一八六：“世民帅骁骑数十先陷陈”
193. ↑  《册府元龟》卷十九：“我师表里齐奋呼声动天”
《太平御览》兵部六十一·警备：“我师表里齐奋呼声动天”
《资治通鉴》卷一八六：“唐兵表里奋击呼声动地「帅读曰率骁坚尧翻骑奇寄翻下同陈读曰阵呼火故翻」”
194. ↑  《太平御览》兵部二十四·务速：“其将宗罗侯来拒大破于浅水原”
《册府元龟》卷十九：“罗銎夺气于是大溃”
《太平御览》兵部六十一·警备：“罗侯气夺于是大溃”
《读史方舆纪要》卷五十四：“贼溃走追至析城“
195. ↑  《资治通鉴》卷一八六：“罗黄士卒大溃斩首数千级”
《册府元龟》卷十九：“斩首数千级投涧谷而死者不可胜计”
《元和郡县图志》卷三：“斩首万馀级贼大溃”
196. ↑  《资治通鉴》卷一八六：“窦轨叩马苦谏曰仁果犹据坚城虽破罗黄未可轻进请且按兵以观之「黄音侯」”
《册府元龟》卷一二五：“窦抗等执马苦谏曰贼主犹据坚城虽破罗候未可即逐请按兵以候其变”
197. ↑  《资治通鉴》卷一八六：“世民曰吾虑之久矣破竹之势不可失也「杜预曰兵威已振譬如破竹数节之后迎刃而解」舅勿复言「世民窦氏之出呼轨为舅复扶又翻」”
《新唐书》列传第十一：“曰势破竹不可失也”
198. ↑  《旧唐书》本纪第二：“太宗率左右二十馀骑追奔”
《新唐书》本纪第二：“太宗追之至其城下”
《太平御览》兵部二十四·务速：“因率左右二十馀骑追奔”
《新唐书》列传第十一：“罗睺败王率骑追奔”
199. ↑  《太平御览》兵部二十四·务速：“太宗曰此以权道迫之使其计不暇发以故克也罗侯恃往前之胜兼复养锐日久见吾不出意在相轻今喜吾悉出兵来战吾虽破之擒杀盖少若不急蹑还走投城仁杲(果)收而抚之则便未可得矣且其兵众皆陇西人一败被追不及回顾散归陇外则折摭自虚我军随而迫之所以惧而降也此乃成算诸君尽不见耶”
《册府元龟》卷四十五：“帝曰此以权道迫之使其计不暇发以故克也罗鍪恃前之胜兼复养锐日久见吾不出意在相轻今喜吾出悉兵来战吾虽破之伤杀盖少若不急蹑还走投城仁杲(果)收而抚之则便未可得矣。且其兵众皆陇西人一败被追不及回顾散归陇外则折鍪自虚我军随而迫之所以惧而降也”
200. ↑  《新唐书》列传第十一：“王曰罗睺健将非急追之使得还城未可取也故吾使贼不及计是以克之”
201. ↑  《太平御览》兵部二十四·务速：“仁杲(果)列阵城下太宗据泾水以临贼徒气沮无敢进战”
202. ↑  《太平御览》兵部二十四·务速：“其骁将泽干等数人临阵来降请还取马太宗纵遣之于是各乘良马须臾并至”
《册府元龟》卷十九：“其骁将浑幹等数人临阵来降请还取马帝纵遣之於是各乘良马须曳并至”
《资治通鉴》卷一八六：“仁果骁将浑乾等数人临陈来降「骁坚尧翻将即亮翻浑户昆翻姓苑记其所出者多左传郑有大夫浑罕卫有浑良夫唐浑瑊祖浑邪王吐谷浑后为浑其音户本翻以为出于浑沌氏者注又见后降户江翻」”
203. ↑  《资治通鉴》卷一八六：“仁果惧引兵入城拒守”
《册府元龟》卷十九：“仁杲(果)大惧婴城自守”
204. ↑  《册府元龟》卷十九：“帝具知贼中虚实”
205. ↑  《太平御览》兵部二十四·务速：“将夕大军继至四面合围”《新唐书》列传第十一：“迟明围合”
《资治通鉴》卷一八六：“日向暮大军继至遂围之”
206. ↑  《太平御览》兵部四十五·乘势：“守陴者皆乱争自投而下”
《资治通鉴》卷一八六：“夜半守城者争自投下”
207. ↑  《太平御览》兵部二十四·务速：“因纵辩士谕以祸福”
208. ↑  《册府元龟》卷十九：“因纵辨士谕以祸福城中震骇计无所出诘朝”
209. ↑  《旧唐书》列传第五：“仁杲(果)穷蹙率伪百官开门降太宗纳之”《新唐书》列传第十一：“仁杲(果)率伪官属降王受之”
《册府元龟》卷十九：“仁杲(果)率其将士开门请降师还”
《资治通鉴》卷一八六：“仁果计穷己酉出降”
210. ↑  《太平御览》皇王部三十三·唐高祖神尧皇帝：“十一月秦王大破薛仁杲(果)于浅水原降之陇右平“
211. ↑  《旧唐书》本纪第二：“拜太尉陜东道行台尚书令镇长春宫关东兵马并受节度寻加左武候大将军凉州总管“
《全唐文》卷一：“论道经邦任惟勋德分陕作伯实寄亲贤尚书令雍州牧右武候大将军上柱国秦王世民器宇冲深智谋英果义师云举首赞奇谋亲率熊罴搴旗斩将廓清区夏忠孝克彰狡寇逋诛虔刘西土总戎薄伐戡翦无遗策尚权远谋猷沈密宜在鼎司肃清槐路今区宇方缉巩洛犹芜镇俗治戎允资望实可太尉使持节陕东行台其蒲州河北诸道总管及东讨诸府兵并受节度馀官悉如故”
212. ↑  《旧唐书》列传第七：“俄又从太宗讨举平之以功复其爵邑拜民部尚书领陜东道行台左仆射”
213. ↑  《旧唐书》列传第八：“后从平薛仁杲(果)复其爵位”
214. ↑  《旧唐书》列传第八：“仁杲(果)平得归复其官爵”
215. ↑  《旧唐书》列传第一三七：“贼平高祖购得其尸祭以少牢赠瀛州刺史封平原郡公谥曰忠壮令其子袭官爵并赐田宅”
216. ↑  《旧唐书》卷一三七：“赐达布帛三百段复拜陇州刺史”
217. ↑  《全唐文》卷九九一：“又从上讨薛举刘武周以功授乐游府骠骑将军进封武安郡公食邑并前二千户“
218. ↑  《册府元龟》卷三五七：“钱九陇武德中为左监门郎将平薛仁杲(果)刘武周以前后战功累授右武卫将军”
《旧唐书》列传第七：“及克京城拜左监门郎将从平薛仁杲(果)”
219. ↑  《册府元龟》卷三八四：“从平薛仁杲(果)力战有功高祖又念以其仓归义手敕褒美进爵义安王邑三千户”
220. ↑  《旧唐书》列传第八：“又从平薛仁杲(果)迁左骁卫将军”
221. ↑  《全唐文》卷一九四：“贼薛举豺狼枭獍梼杌穷奇守幽陇以行灾负关河而作孽天王按剑出军于玉帐之前猛将分麾受律于金坛之下以义宁二年王师薄伐赵国公长孙无忌精兵若兽利器如霜问君以帷幄之谋待君以心腹之寄营当月晕因八门之死生阵法天星乘五将之关格荫华盖历明堂以我和而制其离以我直而摧其曲败楚师于柏举未足权衡执秦俘于崤陵无阶等级此实君之功也其年诏授朝散大夫赐物三百段“
222. ↑  《唐文拾遗》卷十三：”薛举负阻秦川凶徒甚盛仁果嗣虐同恶实繁爰降神武龚行天罚公频率精骑亟引军锋入地道之九重超石城之百刃逾艰履险奇绩居多舍爵册勋帝用嘉止蒙授大将军以冯异之谦撝加卫青之荣号论功序爵朝章斯允“
223. ↑  《大唐故右威卫大将军上柱国汉东郡开国公李府君之碑铭》：“破〇〇〇、薛仁杲(果)，讨刘武周，并预陪旌棨，身先士卒。策以命赏，勋效居多，前后加上柱国”
224. ↑  《大唐故辅国大将军荆州都督上柱国嘉川襄公周君碑文并序》：“于时薛举久跨汧陇屡窥畿甸兵逾齐万气盛隗嚣再从元戎频破凶丑加授柱国”
225. ↑  《大唐故辅国大将军荆州都督虢国公张公墓志铭》：“薛举狼据北地太宗亲总元戎公先登之勋有超恒准赐奴婢八十口绢彩千余段金一百卅挺”
226. ↑  《唐故左监门将军华定遂三州刺史千金县开国伯权府君墓志铭》：“薛举反德乱常假名窃号驱率寇虐败攘边鄙爰从X神武翦彼鲸鲵帷幄既参勋庸斯茂蒙授上开府”
227. ↑  《册府元龟》卷三四五：“及平薛仁杲(果)拜谟秦州刺史”
《新唐书》列传第十六：“后仁杲(果)平擢秦州刺史帝曰昔人称衣锦故乡今以本州相授所以偿功凉州荒梗宜有以靖之”
228. ↑  《旧唐书》列传第九：“授兵部尚书封蒋国公仍为太宗行军元帅长史从平薛举”
229. ↑  《旧唐书》列传第十一：“从太宗征薛举为元帅府司马”
230. ↑  《旧唐书》列传第十六：“后从征薛仁杲(果)刘武周王世充窦建德尝参谋帷幄”
231. ↑  《全唐文》卷一九四：“赵国公长孙无忌精兵若兽利器如霜问君以帷幄之谋待君以心腹之寄”
232. ↑  《全唐文》卷一三七：“薛举因隋末丧乱命俦啸侣窃据汧陇毒害黎元圣朝湣兹涂炭龚行天罚乃诏太宗为“阙一字”讨行军元帅公复以“阙十字”皇基草创“阙一字”夏未宾“阙三字”分陕“阙一字”征以“阙五字”大行台总维众务“
233. ↑  《旧唐书》列传第十一：“历礼部民部二尚书从太宗平薛仁杲(果)”
234. ↑  《全唐文》卷二百十：“武德元年又征薛举二年复破武周神兵四举每推立于后服英图百胜必贾勇于先登”
235. ↑  《旧唐书》列传第八：“武德元年累迁左翊卫大将军寻从太宗平薛举”
236. ↑  《资治通鉴》卷一八六：“秦州总管窦轨击薛仁果”
237. ↑  《旧唐书》列传第十一：“转左武候大将军领左右千牛备身大将军寻从太宗平薛举勋居第一”
238. ↑  《旧唐书》列传第七：“兴从平京城累除右监门将军又从太宗破薛举”
239. ↑  《旧唐书》列传第六：“从平京城讨薛举刘武周王世充窦建德皆立殊勋”
240. ↑  《旧唐书》列传第三十五：“从秦王平薛举王世充窦建德刘黑闼功殊等”
241. ↑  《全唐文》卷九九一：“薛仁杲(果)妄假大名僭窃陇右「阙一字」承窦融之机翻「阙二字」元之「阙二十二字」公宏龙韬豹变之「阙二字」鹰扬「阙二字」之姿火烈振其英武泉涌符其智略勋高诸将赏懋恒序”
242. ↑  《资治通鉴考异》卷九：“乙卯宇文欣攻高墌城下之”
243. ↑  《册府元龟》卷七十九：“十一月己酉太宗降薛仁杲(果)帝闻而大悦因置酒高会奏九部乐赐群臣钱各有差”
244. ↑  《资治通鉴》卷一八六：“诸公共相翊戴以成帝业若天下承平可共保富贵使王世充得志公等岂有种乎如薛仁果君臣岂可不以为前鉴也“
《册府元龟》卷一五七：“唐高祖武德元年十一月太宗降薛仁杲(果)凯旋献俘于太庙高祖享劳旋师因谓群臣曰诸公共相翊戴以承帝业今若天下晏安使得同守富贵若使王世充得志公等岂有种乎正如薛仁杲(果)君臣不能自守致此颠覆可为殷鉴也”
245. ↑  《旧唐书》本纪第二：“太宗与之游猎驰射无所间然贼徒荷恩慑气咸愿效死”
246. ↑  《资治通鉴》卷一八六：“上遣使谓世民曰“使疏吏翻”薛举父子多杀我士卒必尽诛其党以谢冤魂”
247. ↑  《资治通鉴》卷一八六：“李密谏曰薛举虐杀无辜此其所以亡也陛下何怨焉怀服之民不可不抚”
248. ↑  《资治通鉴》卷一八六：“乃命戮其谋首馀皆赦之”
249. ↑  《资治通鉴》卷一八六：“扑杀仵士政于殿庭「扑弼角翻击也」”
250. ↑  《册府元龟》卷一五二：“武德元年十一月高祖见奴贼帅张贵数之曰汝之为贼事绝人理不可忍言至乃对人父婿辱其妻女古来群盗未有如斯之酷为人若此何可久全左右㩧而腰斩之”
《资治通鉴》卷一八六：“以张贵尤淫暴腰斩之”
251. ↑  《册府元龟》卷九四一：“以至于败斩于长安籍没其家自起迄败父子相继五年而灭”
252. ↑  《册府元龟》卷十二：“武德元年十一月秦王平薛仁杲(果)凯旋献俘于太庙”
253. ↑  《全唐文》卷一三五：“大哉干元寒暑违而在岁赫矣上圣禅代乘而为道斯则淳源既往弧矢开戡翦之利天下为公揖让盛皇王之业是知圣无自我不背时以成务仁惟济物乃当流而义行岂好异哉盖因世而已矣若乃执契提象继天理物张八极叶五纬坐元扈游翠妫受昭华而锡天佩观荣河而巡温洛补石于娲皇之世奠山于文命之初殊质文于车服改正朔于寅丑顺天地而财成奄认囟光宅斯固神宗与汜水一致文祖将坶野同归者也隋政悖道区夏歼溃星亡日斗天瘥地反驭朽无秋驾之术履薄罕春冰之惧竭人力于醉饱轻神器于奕棋玉杯非藜藿之用金柱乃骄淫之靡旌跸遍天下驰道穷华裔暴师韩埽宿兵辽碣贪石田之地忘金镜之宝盗糁乘骛崦山而不息鼋鼍之梁泛沧波其无已五岳维尘山川咸震大盗负其扃欤长鲸冲其漏网介胄不能匡其祸衣冠无以静其乱伊尹去而夏亡辛甲奔而殷灭人怨神怒众叛亲离触瑟无汉臣之忠梦骖成秦宫之酷于是九畿幅裂窃名假号四方圜视蜂飞蛭附帷X嗝计鹆醴之众白梃奋陈吴之兵徇赵北而图王反淮南而称帝钩爪锯牙递相吞灭茫茫禹迹沟壑无归苍苍彼天何其罔极若乃崇替相袭天地恒其道灵贶所归三五更其运是以秦人驰御丰沛膺赤帝之符夏道云衰景亳得白狼之瑞殷忧启圣必将有主扑原静海上元有属我皇帝受之皇帝兆出震之灵禀枢电之精开日月之明审正气之贞潜德而隐凝元姑射之侧感而遂通应迹庙堂之上乘龙之梦夙符于神道断鳌之心早发于灵鉴蕴风X于藏用纳宇宙于胸怀濡足受手救焚是急夜间御太一把钩陈驱天驷回地轴干行岳止雷惊麟震得兵钤于元女吞戎韬于黄石龙飞晋水凤翥河干命苍兕以泛流麾鸟旗以长迈以仁为本扶义而西传檄百城转斗千里战无交兵之虏攻无汤池之固望凤墟而一息登灞上而回首观衅而动俟天休命壶浆溢陌厥篚盈涂鬼神叶赞华夷载伫糸缜赜れ惰椎溃拜殷士于商郊璇台之珠毕散于邦国诸侯之王不留于服御眷言兆庶企景来苏薛举往因天隙偷女陇坻借九州之险成五幡之暴推锋东向结垒西夏同恶如市转相煽合带州连郡豺虺为群无窦融之先觉有隗嚣之迷谬游魂放命豕突豳梁虽大风之作梗青邱有苗之称乱丹浦均强比逆异代同年岂不以道丧鹑居让王义隐时惟龙战争帝理开者乎是以轩辕五十一伐殷后二十七征翦暴寿华之泽戮凶绝辔之野非文德之可绥乃雄略之攸震天子躬御武节亲总元戎洒沉灾而括地象正斗极而清天步倚长剑以肃威伫中区以傍瞩运投水转规之智蓄礼乐慈爱之兵韬百战百胜之谋总天关天梁之险驱驾韩白鞭击雷电命招摇以启行诏参伐以前扫殉义之士听鼓な而窃誓蹈恩之众望旌笳而张胆呼吸则河海沸荡指麾则昆岱掎拔承圣上顺天道好生之德体周王掩缰仁将欲克乱在权善师非战兵交使在宏其自革而茅旌不建舆榇莫从告舍既违行迷遂往吠尧之犬终成桀用刺由之客具为跖徒鸟吸兽穷来犯锋刃比角为城池之固召雨恣屈强之力非折之可笞岂亭长之攸制于时摄提在岁黄锺纪月义勇同奋贲育争先下神兵于九天决硗检锻蚶铩X嫠乘剐轰然大溃僵尸蔽莽委甲成山拥秦泾而不流投过涧而自满焚巢扫窟野无遗寇正倾仂段鞅保纽阙地于东南卷氛天冻较螅反光华于日月九伐已施载于武库五兵罢用偃伯于灵台分X缝队X希誓山河于将率帝图咸举邦正斯澄革嗡嘴段X拢正王风于旧物鼓之以道德怀之以仁义春雨以润之秋阳以暴之解网深汤帝之慈焚书下汉皇之诏布以新政刑用轻典四海之内靡然向风八荒之表奔走无X却塞带林之北开郡铜柱之南苑蒽山而池盐泽逾盘木而跨热坂邹生环海自入提封方朔炎州同归王会岂止菌霍短狗西鹣东鲽之贡而已哉若夫至人忘已义期拯物黄屋非汾水之荣元制窬叽闹贵圣道运而不积神功为而莫宰虽复大横固祉长发启祥犹且置玺陈谦避河为让道外天下情遗尊极而岩廓馀事人神之望难拒符命傥来历数之期安避仰遵上元之心俯顺域中之请然后履乘石握神珠开黄玉之图临紫宸之位冠百王而称首与三代而同风巍巍乎荡荡乎粤不可名也于是衢室辟扉宾门启路延揽英彦鉴寐幽仄用人不偏于世族得贤无弃于农琐故非熊非丽彡致光景之佐为舟为楫获营求之士等五臣之亮采同六相之讦谟崇台非一木之支珍裘乃千金之丽济济多士皇家以宁重以制礼作乐移风也胜残去杀刑措也藏书舜岭菲膳尧宫雉裘非先王之服宝马岂鸾旗之用运元览以照物推赤心以期下万方罪已轸推沟之虑百姓为心顺天从之欲若乃上嗣重光之美元良万国棣华虞嘀宗本枝百世咸幼陶慈训言提自昔奉审喻于宸极得乐善于轩殿非借保傅之勤宁因师友之力逾启诵而高视越郇韩而上征既而休气和年祥风荐祉威凤为宝麟趾游郊若烟非烟浮晓空而下映似月非月丽宵天而成象祯不绝书灵无遁迹猗欤伟欤事高图史至于登舆下辇省方巡岳应感必彰形言弥着道盛金奏每盈玉简叶硭检度涌谐神功于日用陋柏梁之词掩南风之曲圣作物睹永贻千载者焉抑又闻之羲农遐邈轩顼悠缅绝传信于故老非取接于闻见百世可知斯言殆息七代更立求之岂晚今之视昔遥然未睹将何以分素青于三后辩天地于九皇遂能历选列辟详观群帝得茂实于千古验英声于万叶斯道何哉将由孔某登岱纪金绳者七十管仲对齐陈玉检者十二亦有汉廓帝图魏开王业树丰碑于泗水撰贞石于繁昌莫不垂鸿名胜显号播休风于六舞歌盛德于九韶与天壤而无穷悬贞明而可久刊勒之美不其懋欤然则事止寰中道流物外未辨西方之圣莫知东被之法求真之理我则未闻虽御辨崆峒非趋涅髦岸乘X谷口宁游波若之门若不同陟耶山具沉业浪生死无际苦乐相因讵照重昏之日谁翦稠林之树比夫真如实相解脱妙津道正三千功弥百亿何异吹剑首于雷门巢蚊睫于鹏运者哉是知伊兰无实有为终假漂溺四流幕鼐沤幔践畏涂而卒岁趋捷径其长往大梦无晓可为叹息粤若能仁深宏慈奖虽寂泊为道无来无去乘机诱发垣玺必追住一子地开方便门翔入正道示如来藏飘香风于有顶洒甘露于无边慧炬明而幽夜朗法桥构而凭河息但为仁由已履道自衷表立影从因果非外今我所以仰胜缘于千号纪武功于七德真俗二谛兼而两之皇上昔居因地早宏誓力应迹忍土荷负群生属忧火燎原稽天方割飙林无自静之木震海岂澄源之水东戡西翦南征北怨旄钺所次酣战兹邦君轻散千金之赏士重酬九死之命莫不竞凌锋镝争蹈水火虽制胜之道允归上略而兵凶战危时或殒丧褰裳不顾结缨荒野忠为令德没有馀雄同艰难于昔晨异欢泰于兹日有怀亮烈用切旋眨仍于战地爰构神居变秽土于宝城开莲花于火宅高烽罢照慈灯载朗X旌缀警胜幡斯立拔无明于棘林导焦热渴井尽诸有结永除苦际虽复去顺效逆同归各徒中涓颍从实惟义重而上忍所被旃檀与利刃兼忘大慈所覃怨贼将义夫齐指具润法雨同乘大辕回向菩提无上平等尔乃仰图景曜东井躔其分野下料物土西河限其封域雕戈自锡尸臣启邦之所豳馆斯开公刘建都之地梁山南枕甘泉东指面雕云之郁蓊想玉树之青葱沃野千里平原超忽先王之桑梓西州之都会于是诏司空相原隰四衢如砥八道傍通考极星之曜测土圭之景选杞梓于南郢征琬玉于西昆匠石奋斤公输审墨高门洞启层甍有亢藻井瞰烟霞之路步阎拖虹怪色徘徊珠柱陆离璇题春牖右临秋窗左辟月殿含影金波上而相照日宫吐曜羲和沉而犹朗何止四柱成台高多罗之树五王立寺临伽尸之水信足上图驾御傍拟醍醐望鹫山而非远想鸡林而可即法徒萃止应供来游咸珠戒无缺威仪莫犯锡杖四禅之林摄齐衣三涂之路有宝所焉有名僧焉至矣哉伽蓝之为盛也虽夫高天已烬大海成田我皇基与净刹终永永而长传其词曰三界云扰六趣波扬苦流方割忧火炎岗具迷津济莫导舟航长夜无晓非徒未央于昭十号四生是湣道王大千智周上忍慧刀已裂化城斯引教有殊途乘无异轸甘露朝洒慈云夕布品物以亨群迷式悟捷迳坦道耶山启路不有善权谁澄恶趣炎行弛德废道毁常玉弩惊焰金宿腾芒俯震瀛壑仰紊干纲九野鲸奋八极鸱张乱离瘼矣孰济生灵黄星表曜赤伏开祯大君应历粤御神兵乃圣乃武如雷如霆于铄王旅除凶静暴关右长驱唐郊大号壤裂逋丑家离浞奡刷野屠袄空山剿盗见危殒辔怀忠死绥惊磷宵远穷魂夜飞我有慈被深仁莫违建斯净域永树归依归依伊何具消五缚净域伊何同升妙觉架汉开宇凭霞竦阁木丽琼丹地严金雘鹫山非远鸡林可求七宝低树八解疏流瑞莲开晓天花不秋戒定攸息应供来游凡厥慈众具宏上善稠林以辟爱枝爰翦九结冰泮四禅自缅彼岸可归法轮恒转金刚不坏璿祚惟长慧识常湛皇基载昌僧祗可算恒沙易量悠哉天历永配无疆”
254. ↑  《资治通鉴》卷一八六：“初羌豪旁企地以所部附薛举”
255. ↑  《资治通鉴》卷一八六：“及薛仁果败企地来降留长安”
256. ↑  《资治通鉴》卷一八六：“企地不乐「企去智翻乐音洛」帅其众数千叛入南山出汉川「帅读曰率此自长安南山诸谷出汉川汉川即汉中」所过杀掠武候大将军庞玉击之，为企地所败”
257. ↑  《资治通鉴》卷一八六：“企地据张校补行至始州「普安汉梓潼县广汉郡治焉宋置南安郡梁置南梁州后改安州西魏改为始州大业初改为普安郡唐复为始州先天二年改为剑州」掠女子王氏与俱醉卧野外”
258. ↑  《旧唐书》列传第一四三：“武德初薛仁杲(果)旧将房企地侵掠梁郡因获王氏逼而妻之后企地渐强盛衡谋以城应贼”
259. ↑  《旧唐书》列传第一四三：“未至数十里饮酒醉卧王氏取其佩刀斩之”
260. ↑  《资治通鉴》卷一八六：“王氏拔其佩刀斩首送梁州「唐改汉川郡为梁州」其众遂溃”
《旧唐书》列传第一四三：“携其首入城贼众乃散”
261. ↑  《旧唐书》列传第一四三：“高祖大悦封为崇义夫人舍衡同贼之罪”
《资治通鉴》卷一八六：“诏赐王氏号为崇义夫人”